# Biserica de lemn din Cufoaia

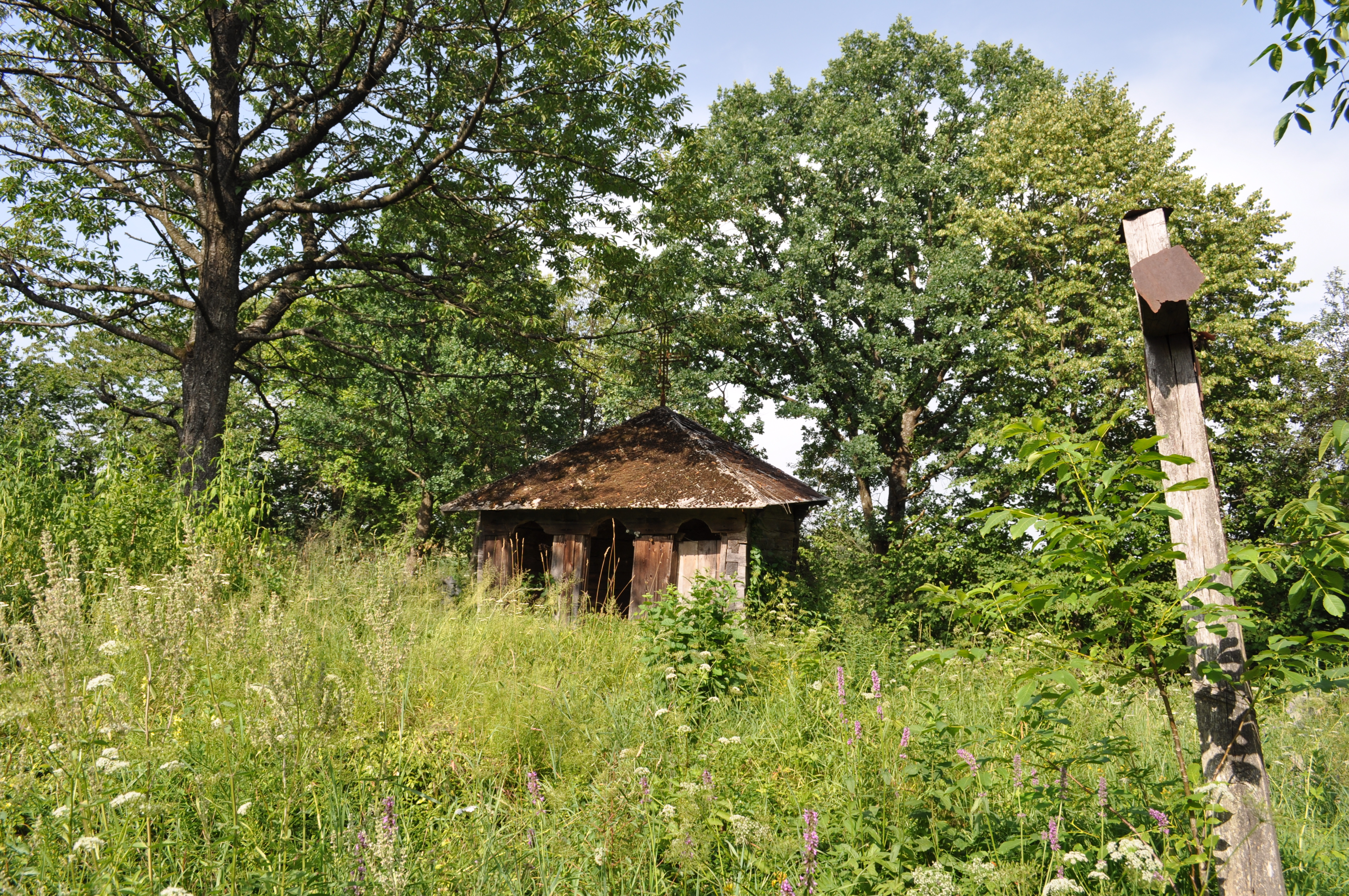
Biserica de lemn „Sfinții Arhangheli Mihail și Gavriil” din Cufoaia, oraș Târgu Lăpuș, județul Maramureș, foto: iulie 2012.

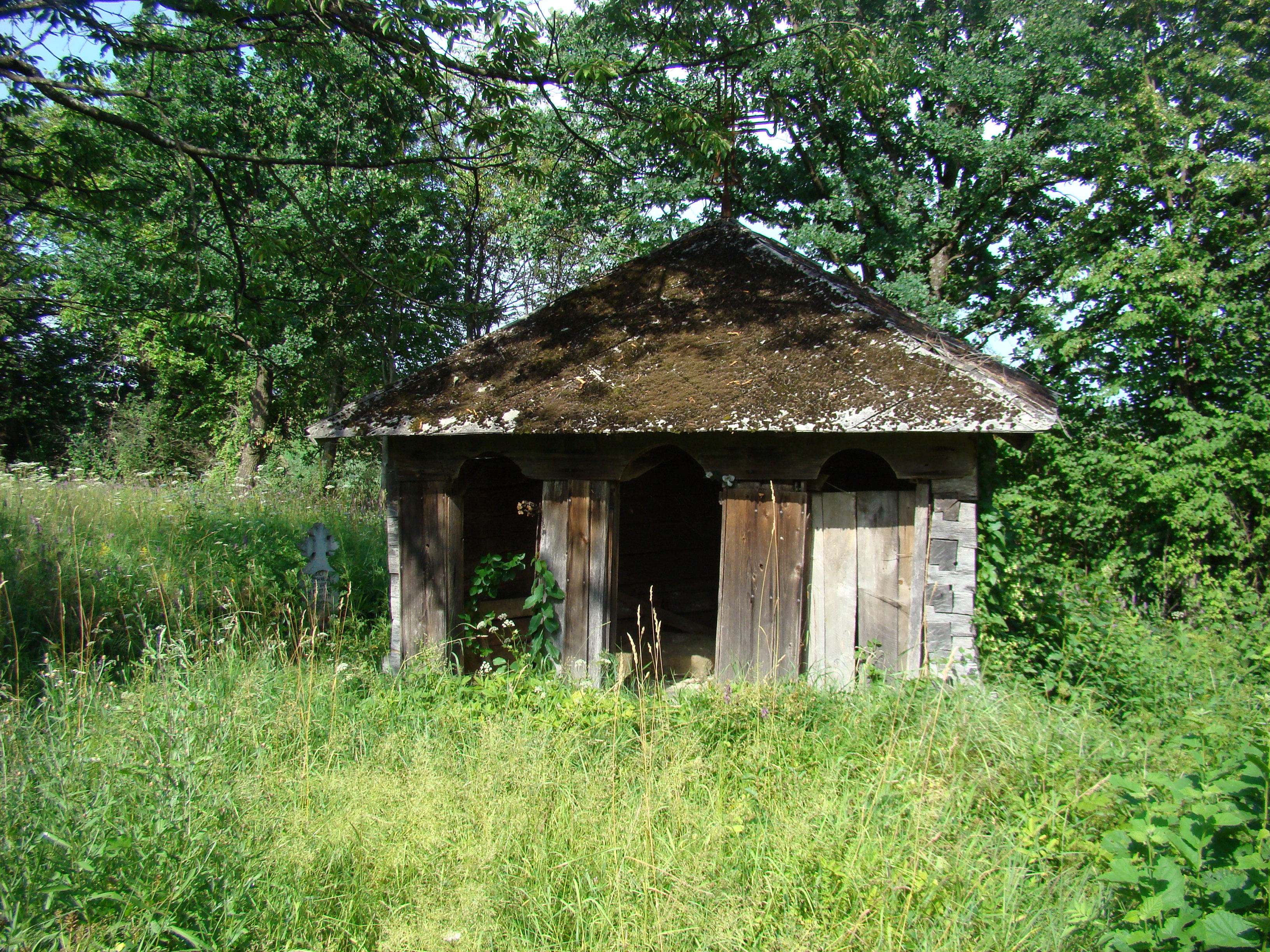
Biserica de lemn „Sfinții Arhangheli Mihail și Gavriil” din Cufoaia, oraș Târgu Lăpuș, județul Maramureș, foto: iulie 2012.

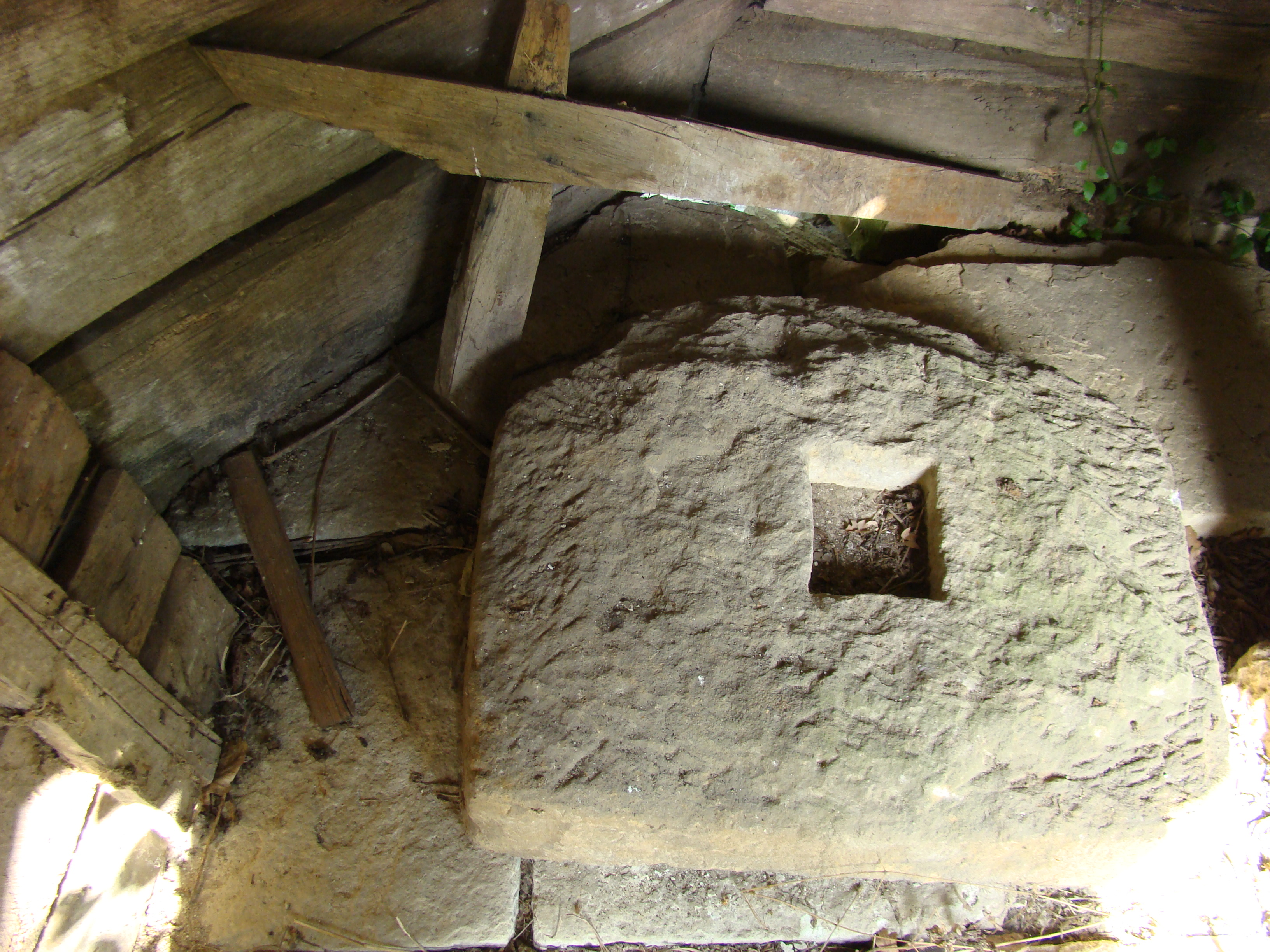
Prestolul

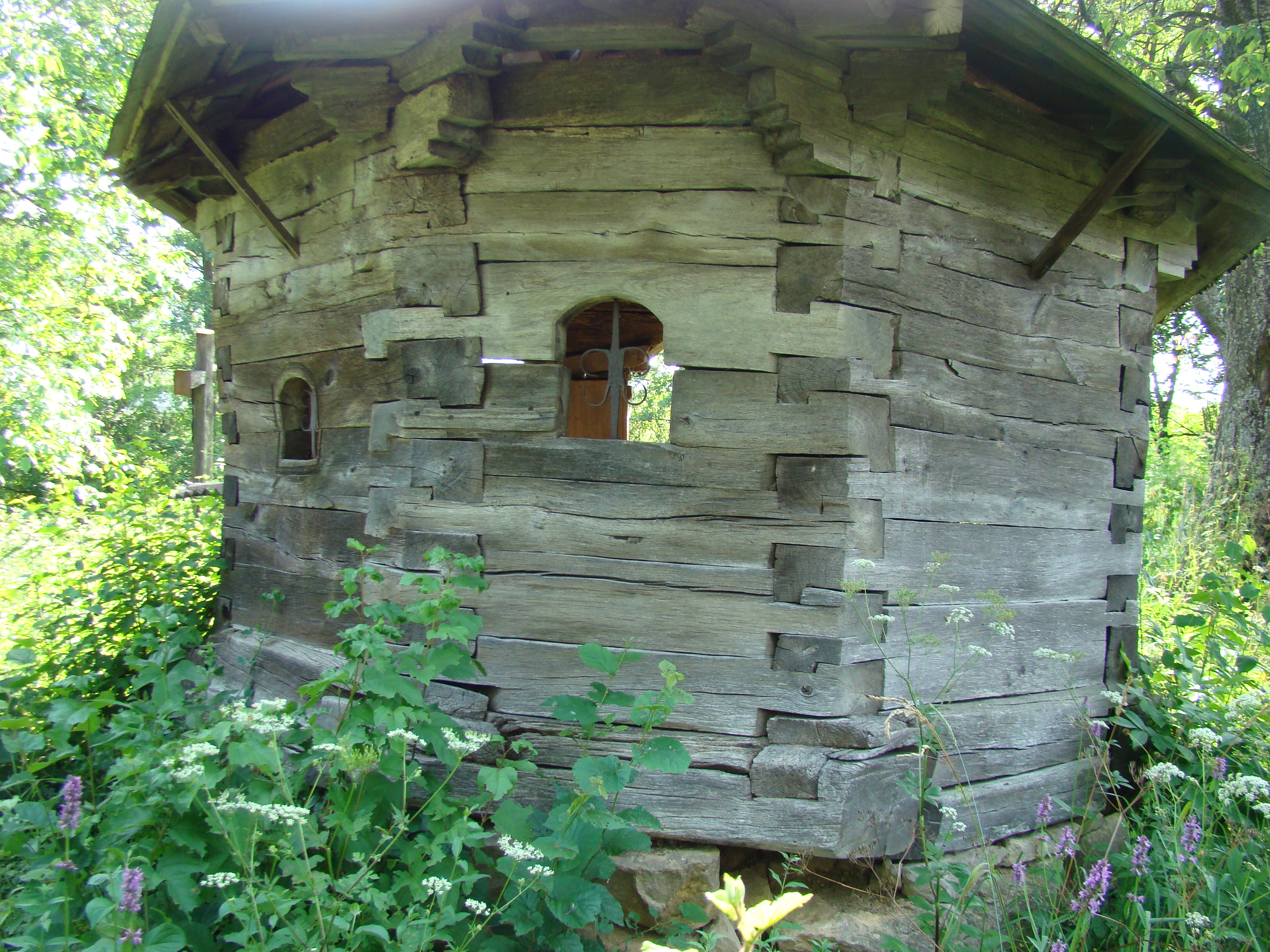
Absdida altarului

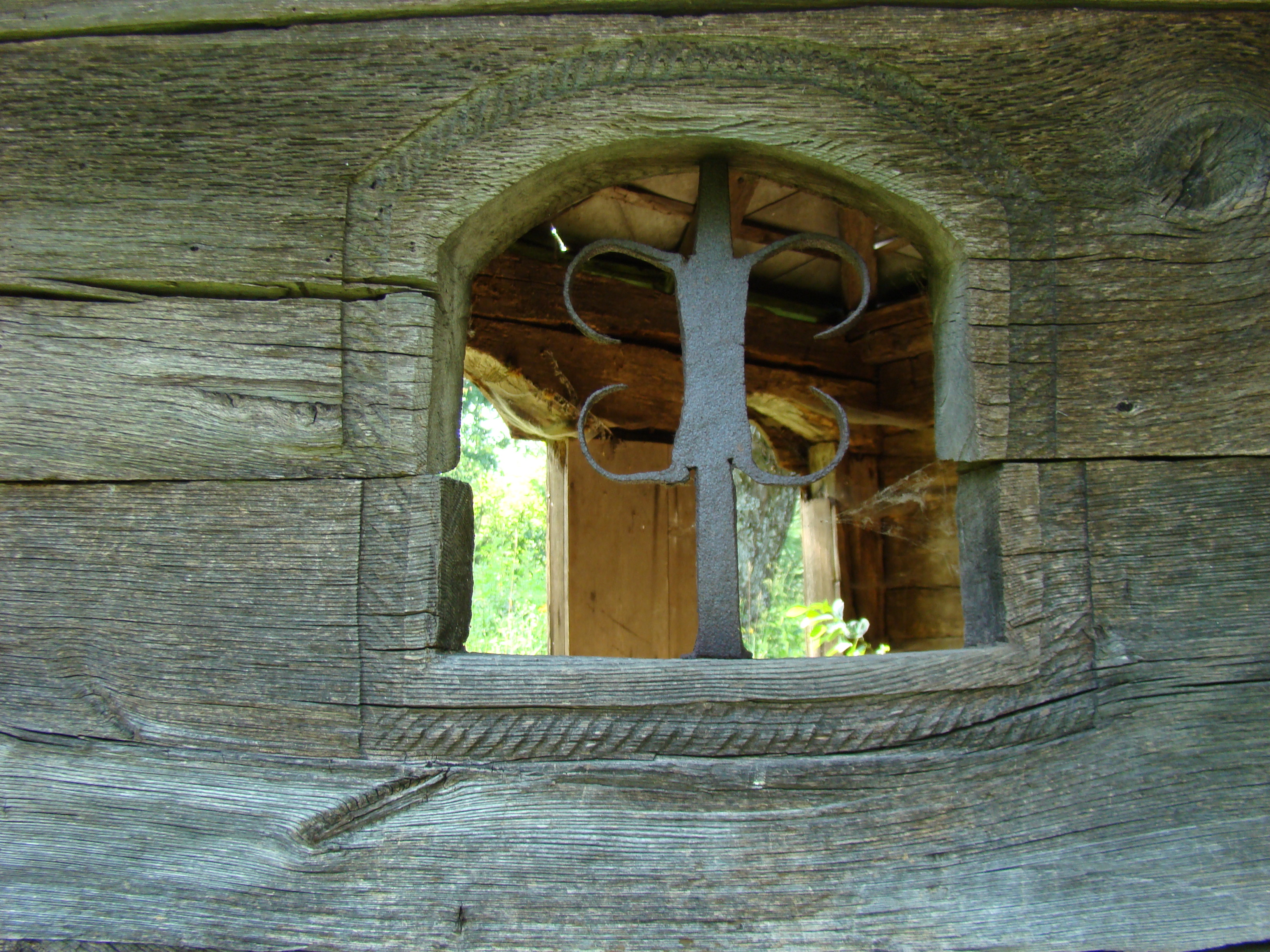
Fereastră

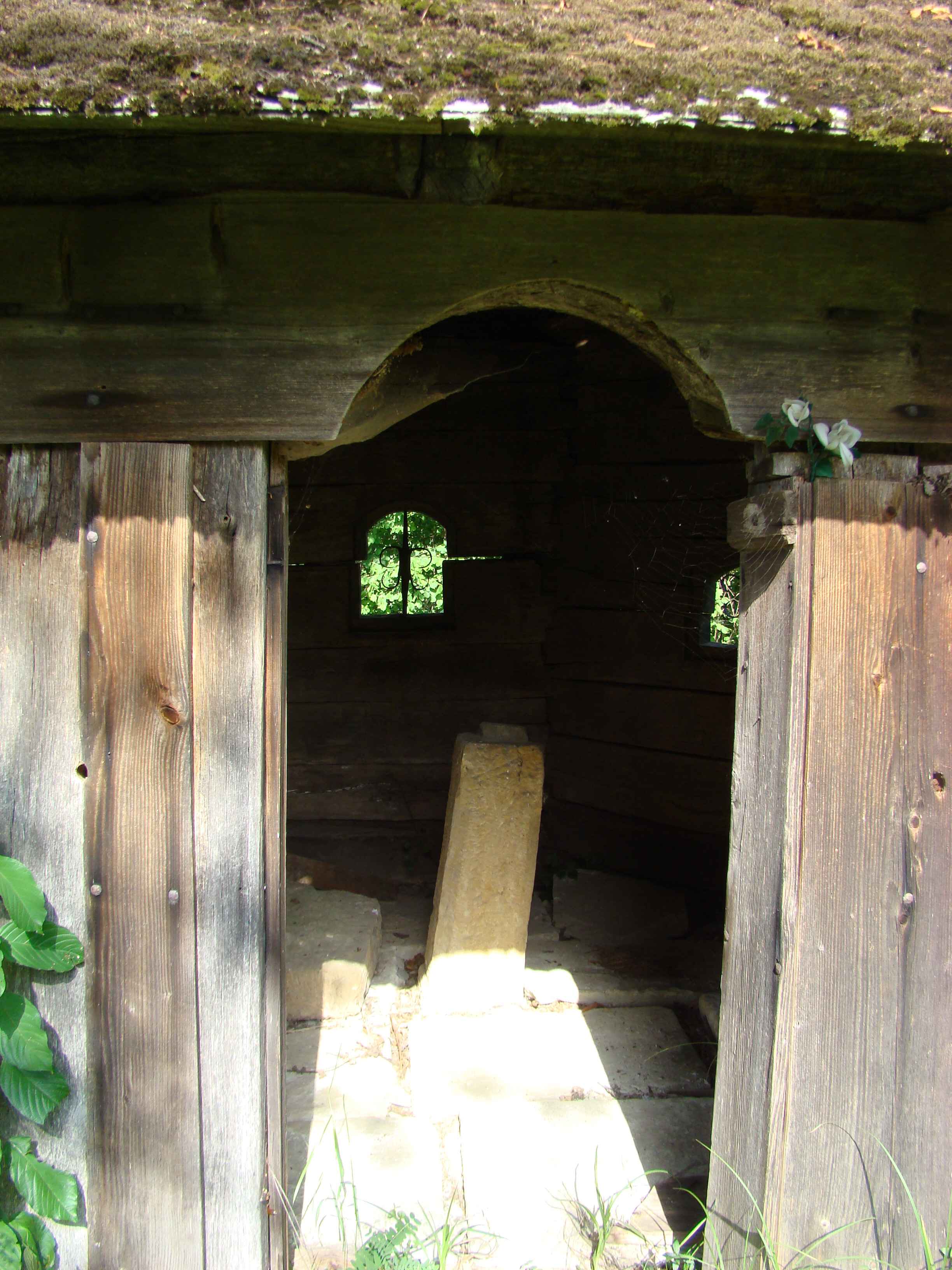
Una din intrările în altar

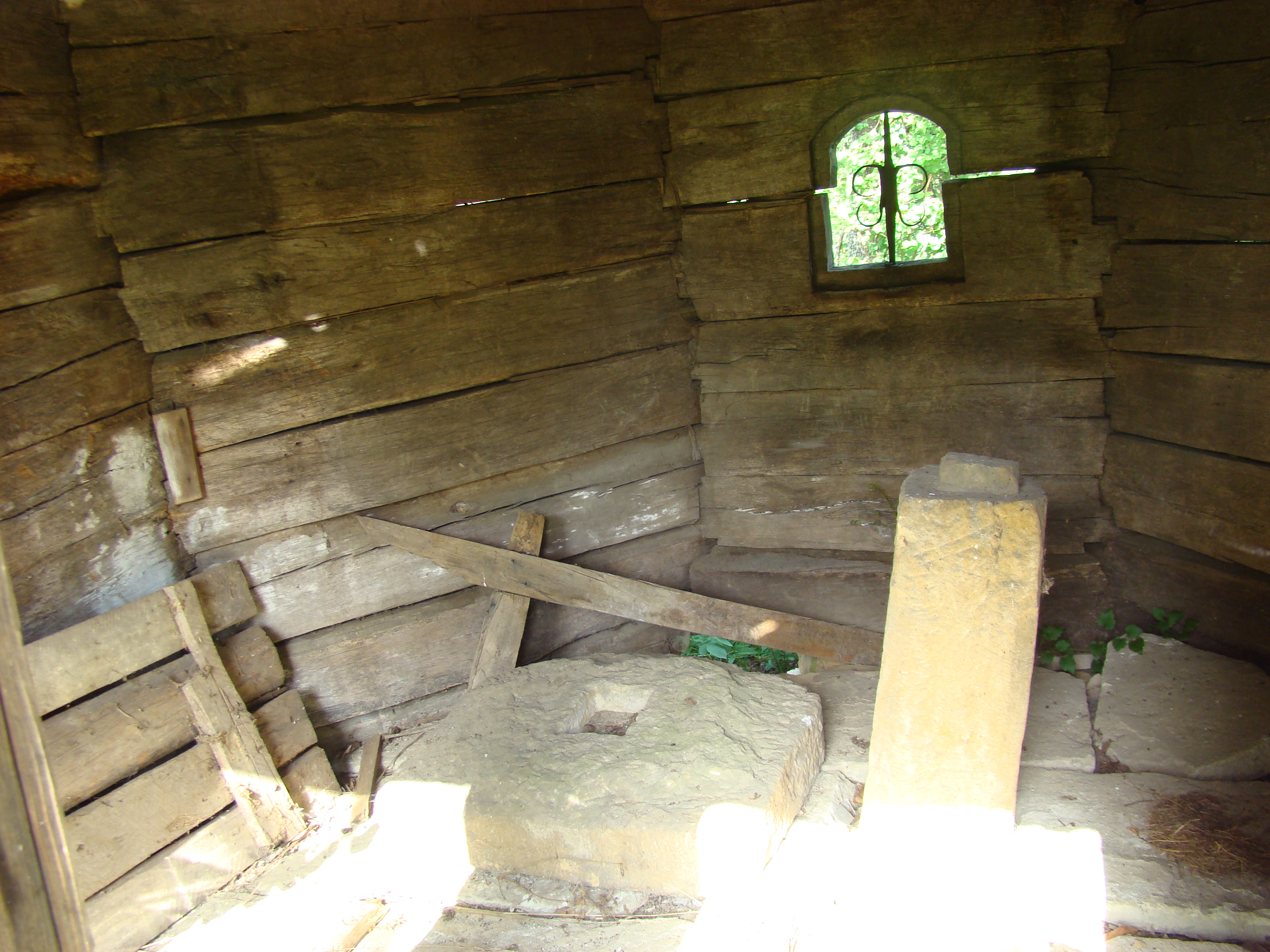
Piciorul şi piatra Sfintei Mese

Biserica de lemn din Cufoaia, oraș Târgu Lăpuș, județul Maramureș, a fost construită la mijlocul secolului XIX. Din vechea biserică, cu hramul „Sfinții Arhangheli Mihail și Gavriil”,  lăsată în paragină în cimitirul vechi al satului, se mai păstrează doar altarul, care figurează pe noua listă a monumentelor istorice sub codul LMI:  MM-II-m-B-04560. 

## Istoric și trăsături
Absida bisericii de lemn „Sfinții Arhangheli Mihail și Gavril” este așezată pe un deal în partea centrală a satului, în apropierea drumului principal din sat. În jurul monumentului se află un cimitir vechi, împrejmuit de fragmente dintr-un zid de piatră. Vegetația abundentă face ca accesul să fie destul de dificil.
Biserica de lemn „Sfinții Arhangheli Mihail și Gavriil” a fost ridicată la mijlocul secolului al XIX-lea, din bârne masive de stejar, pe temelie de piatră, având planimetria celorlalte biserici de lemn din zonă. După finalizarea, în anul 1906, a construcției bisericii de zid, cu același hram, vechea bisericuță de lemn, scoasă din uz, s-a degradat rapid. Astăzi se mai păstrează altarul poligonal, piatra Sfintei Mese și ușa de la intrarea în biserică, aceasta din urmă fiind rezemată în dreapta intrării în altar. Acoperișul este cel original, crucea din metal având semiluna în vârful ei. 

## Galerie de imagini

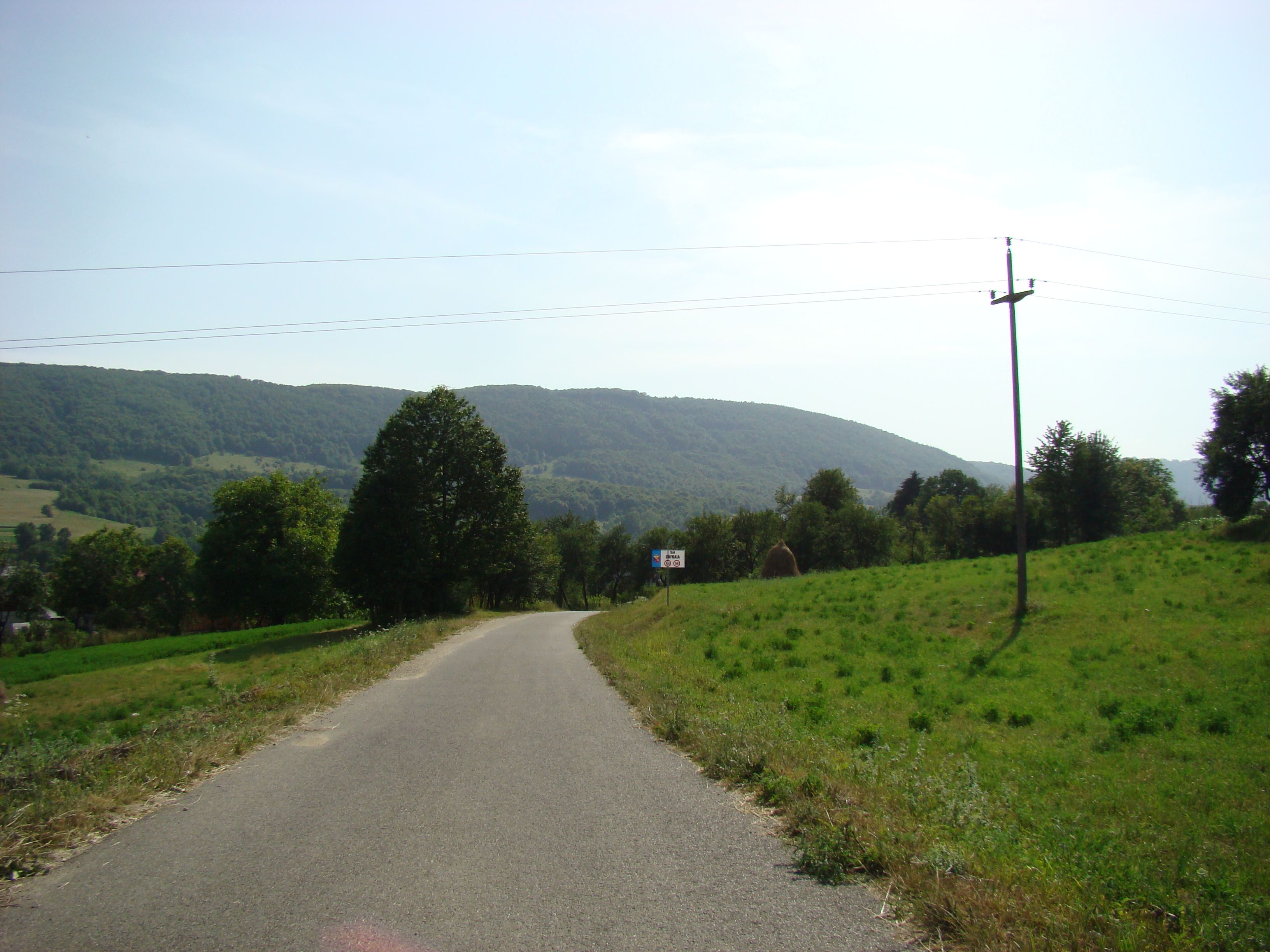
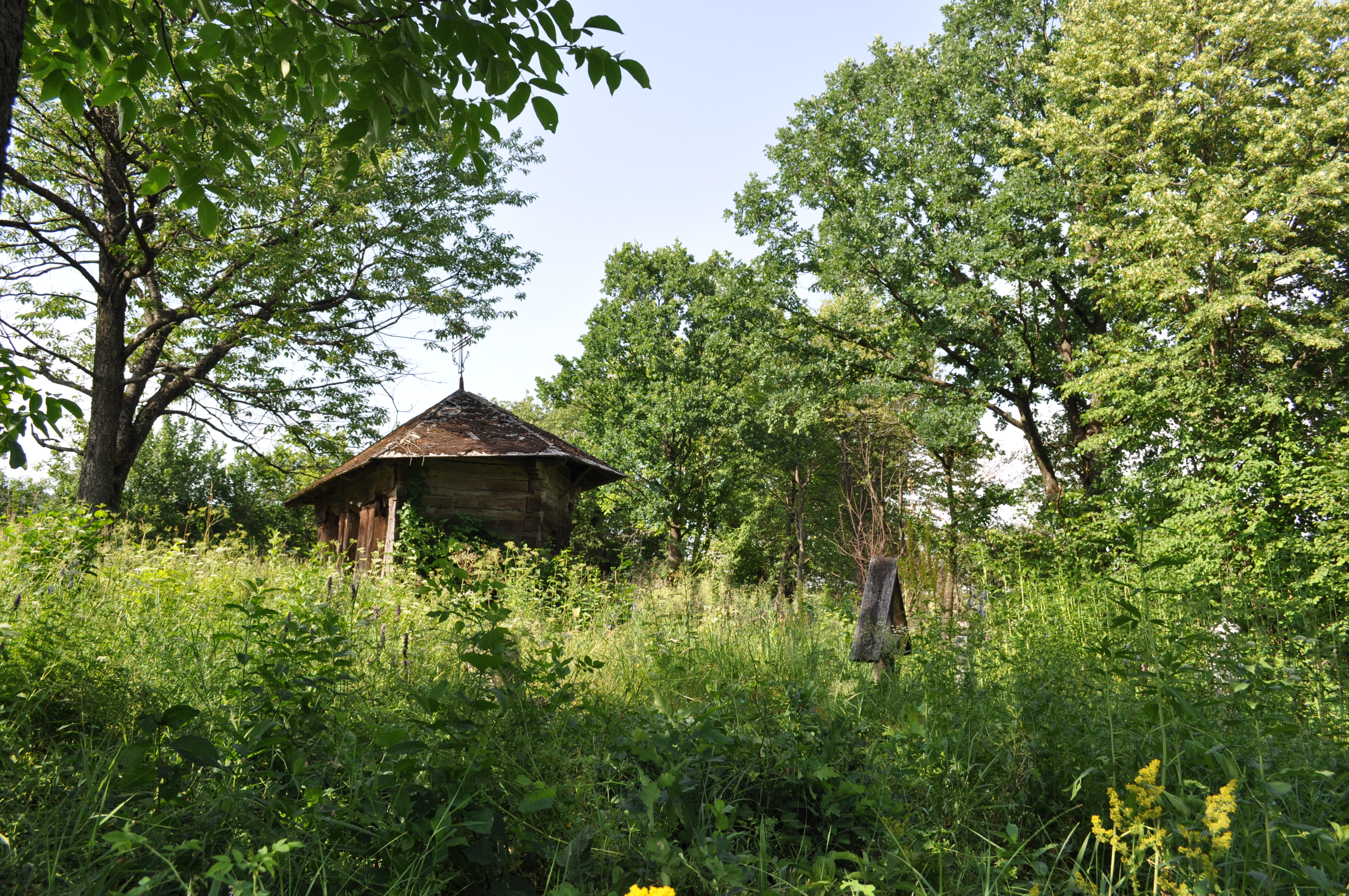
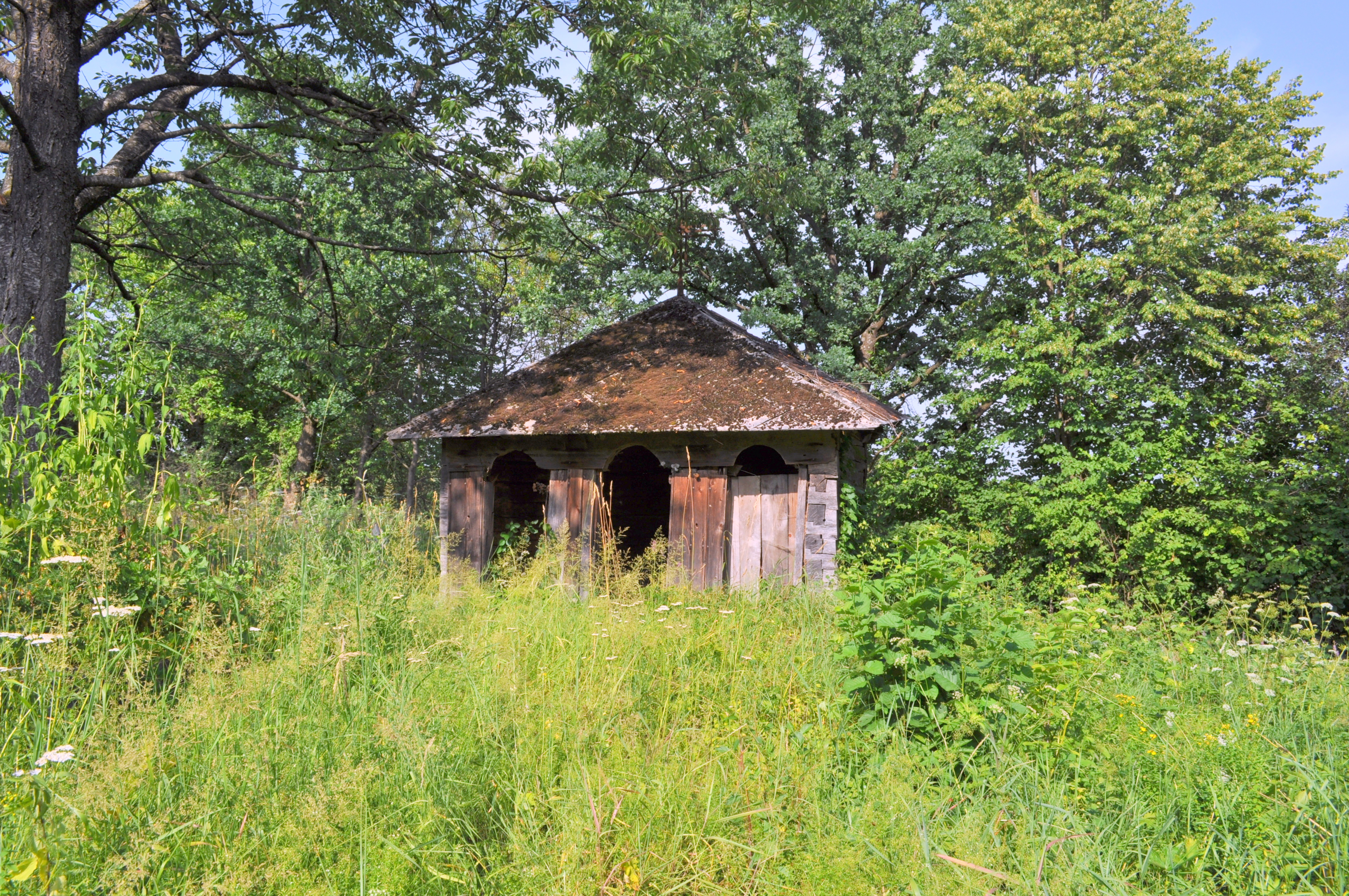
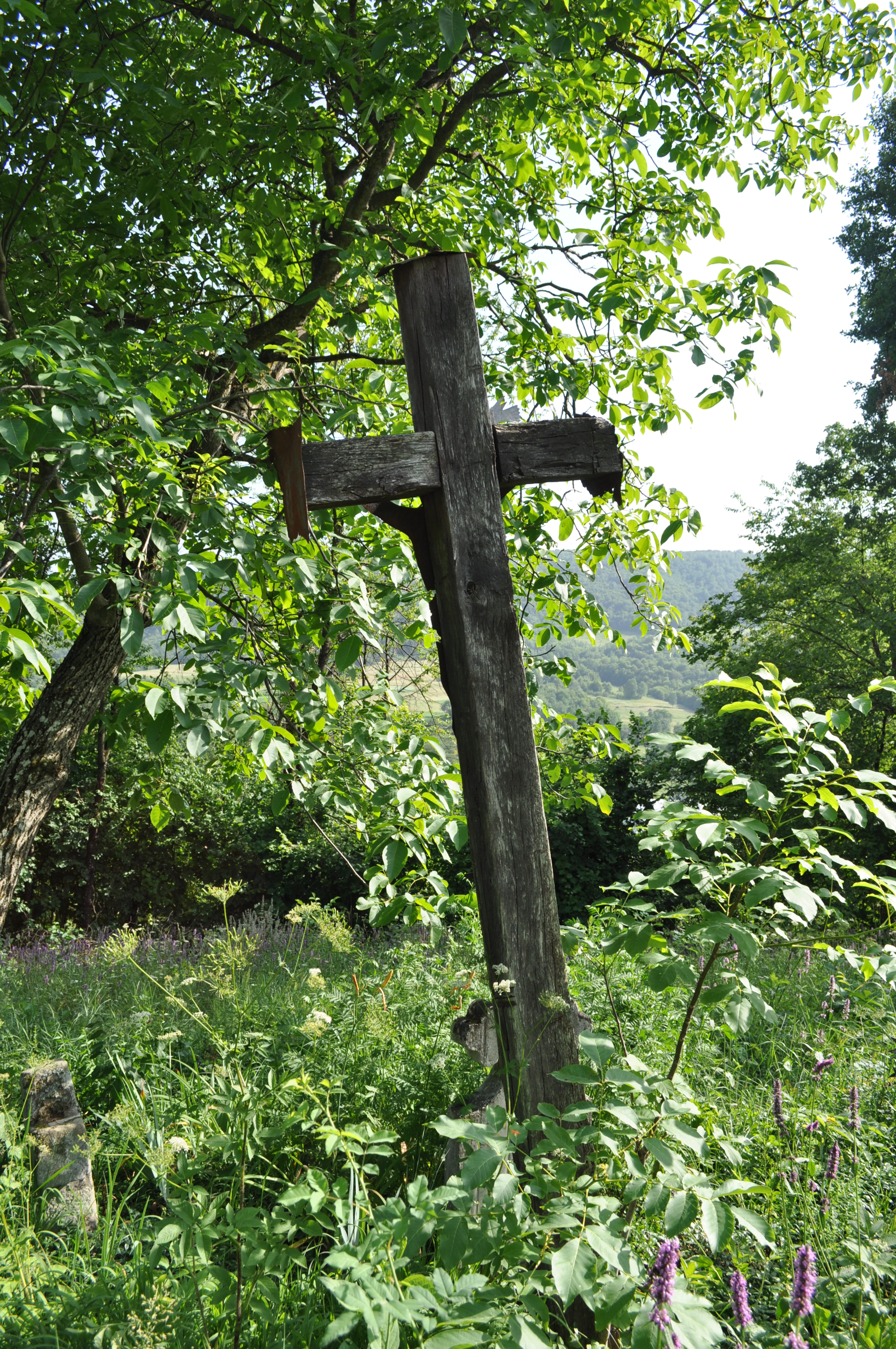
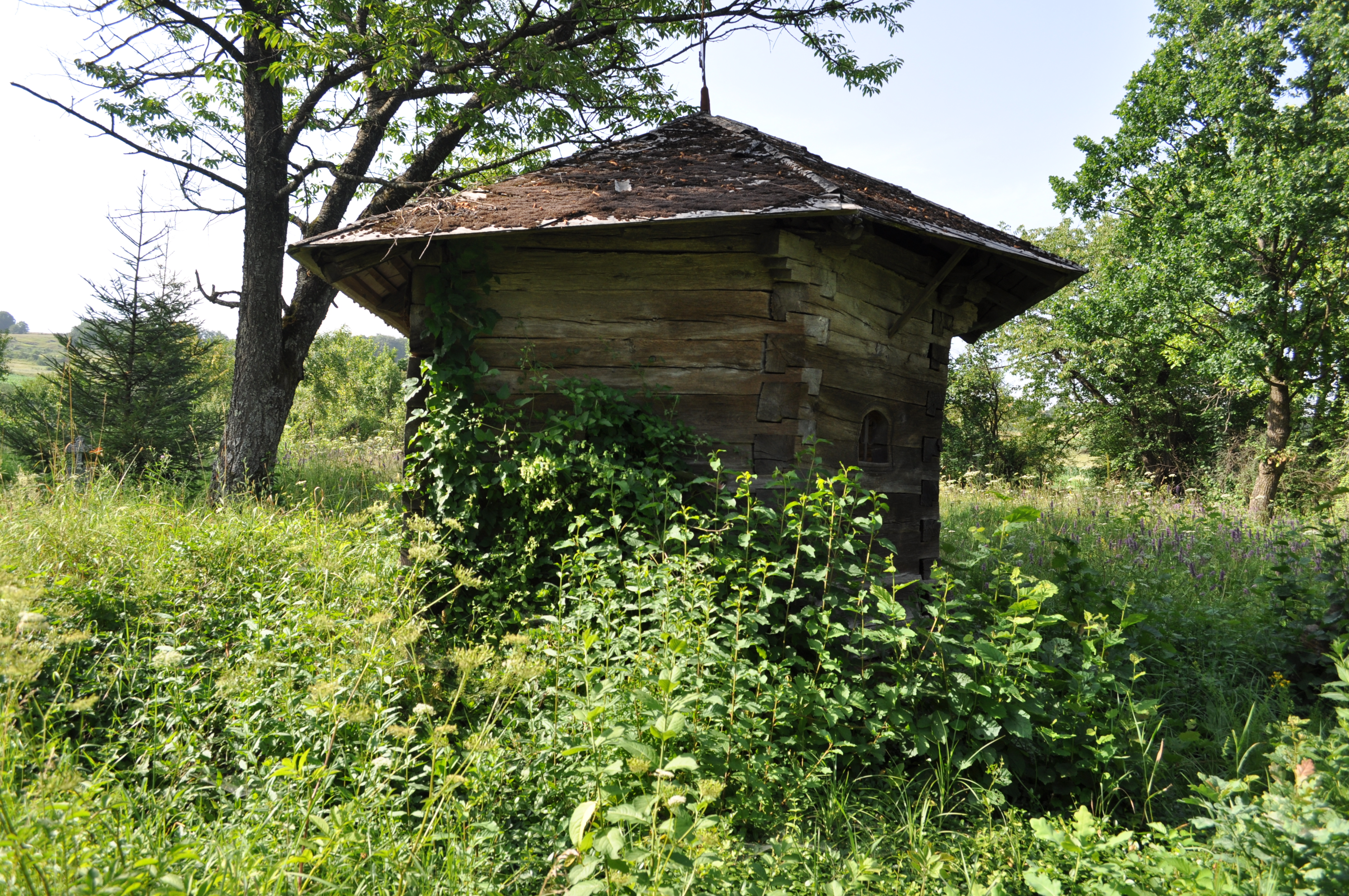
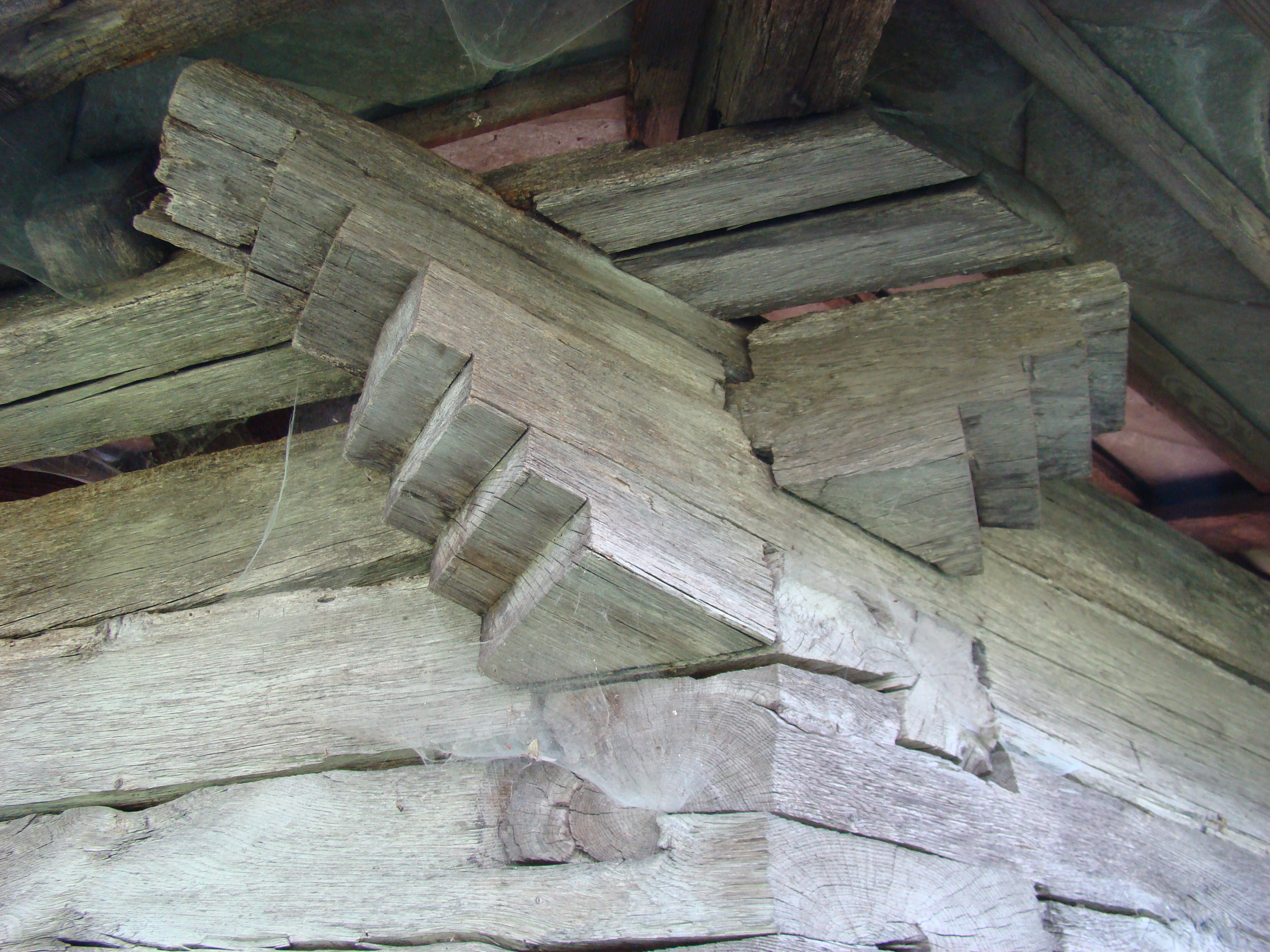
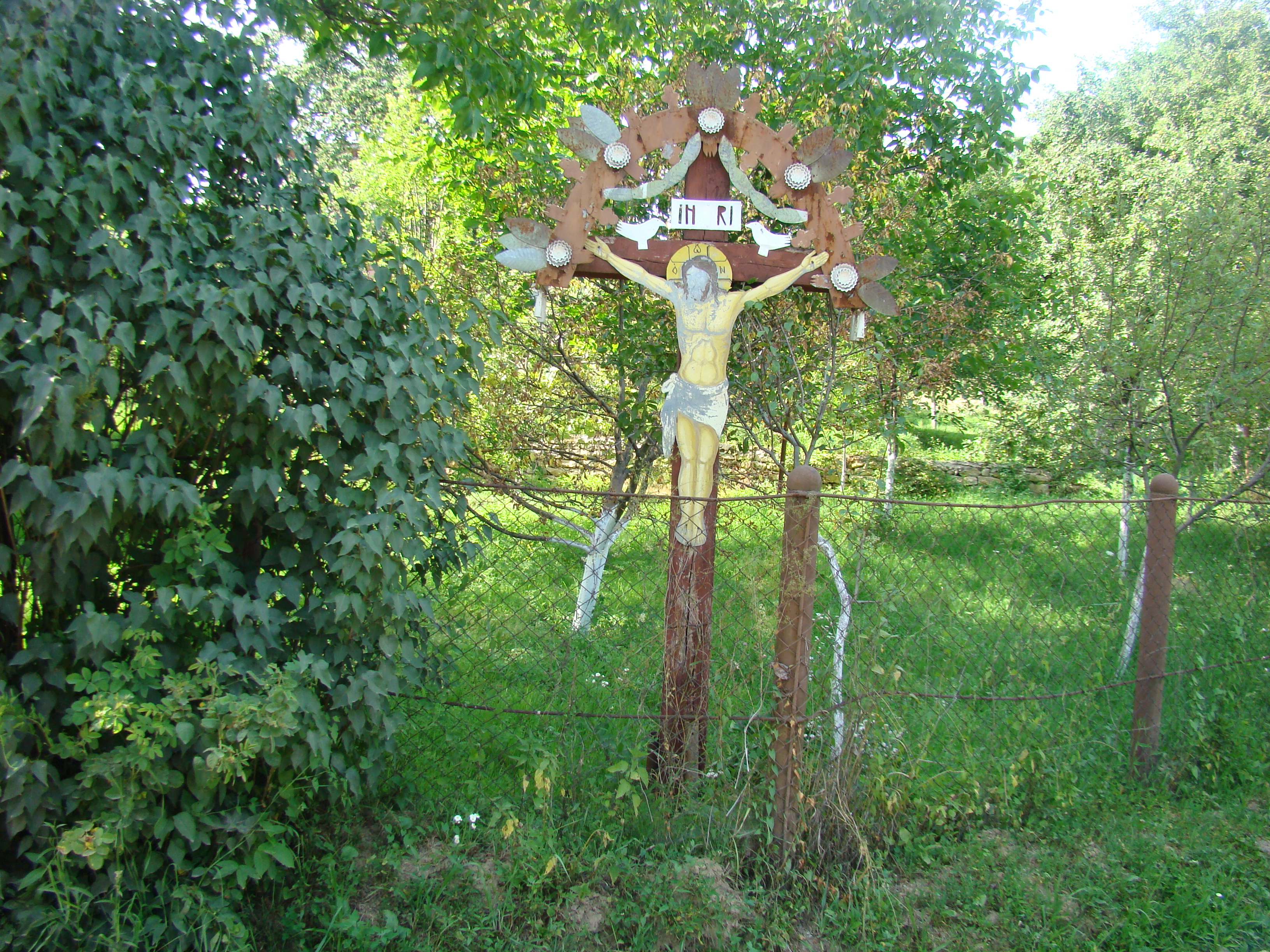
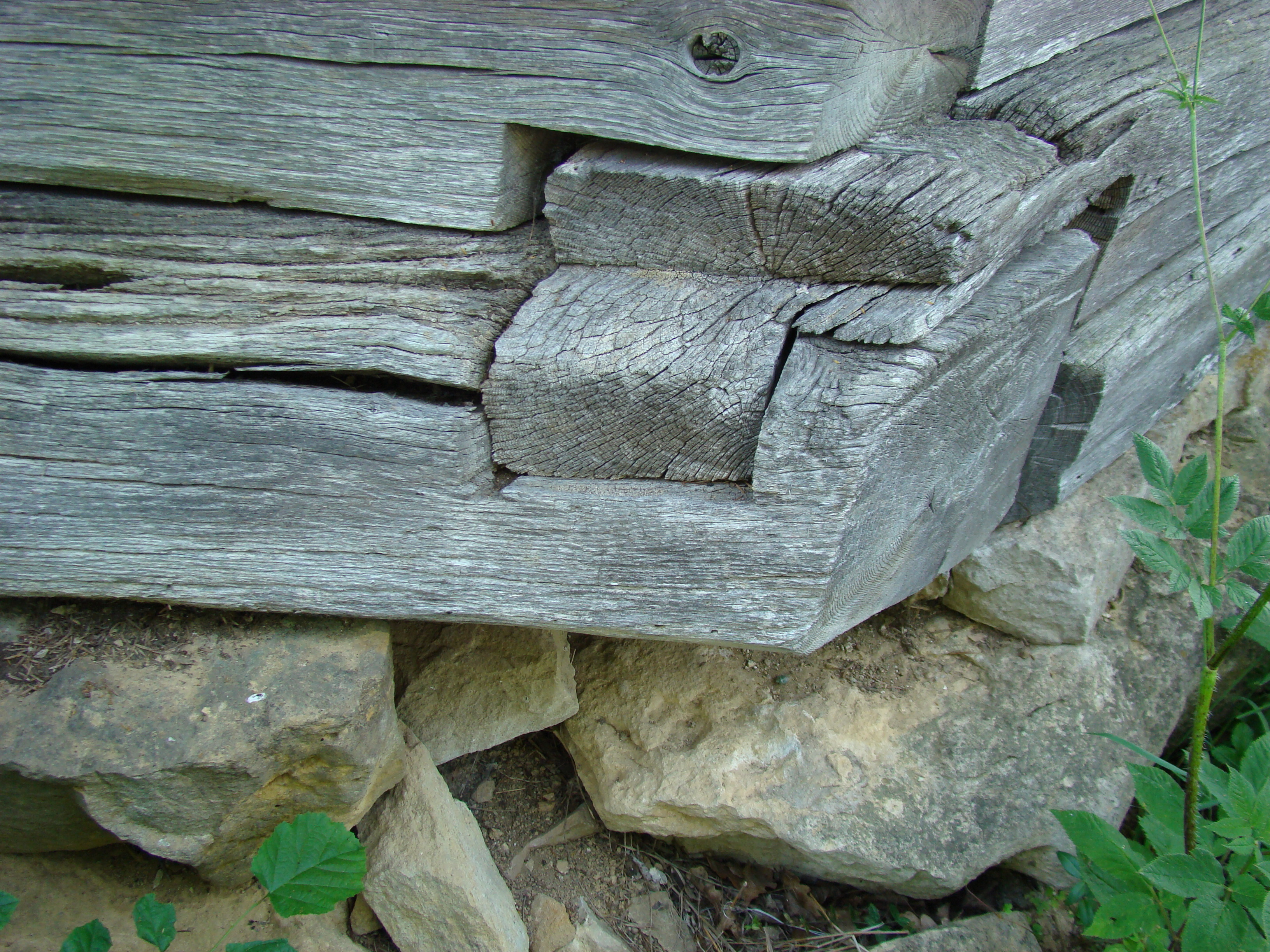
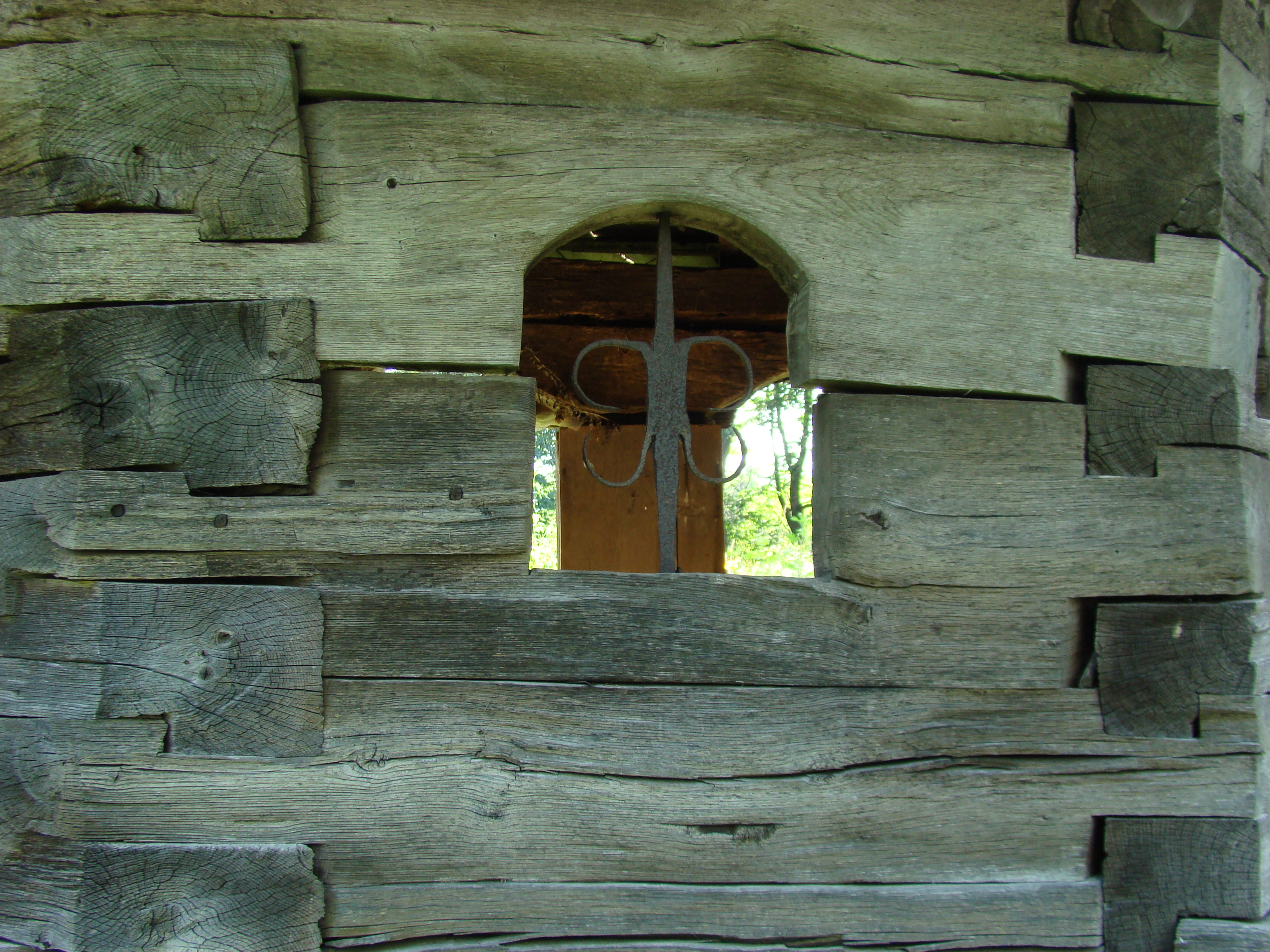
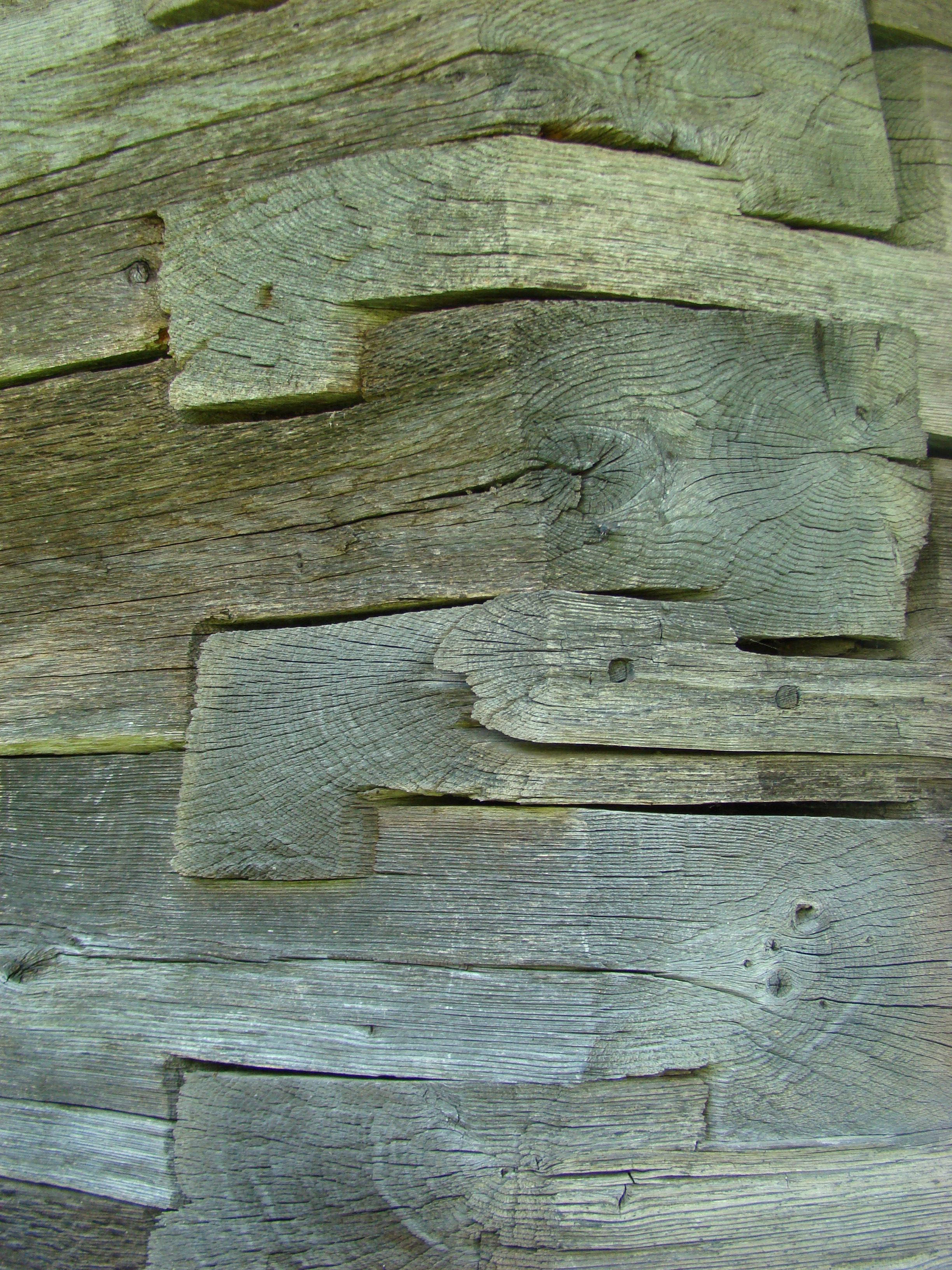
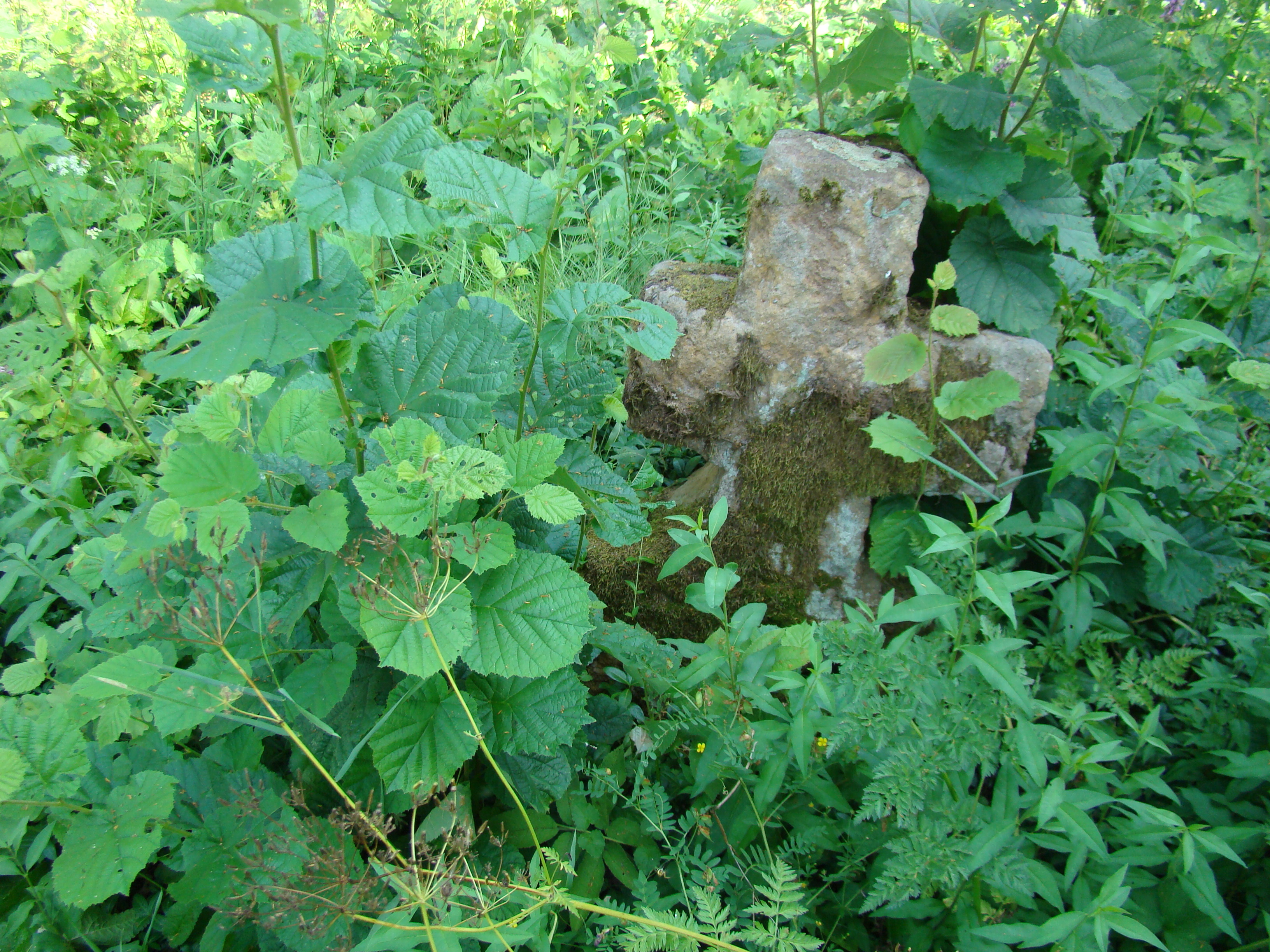
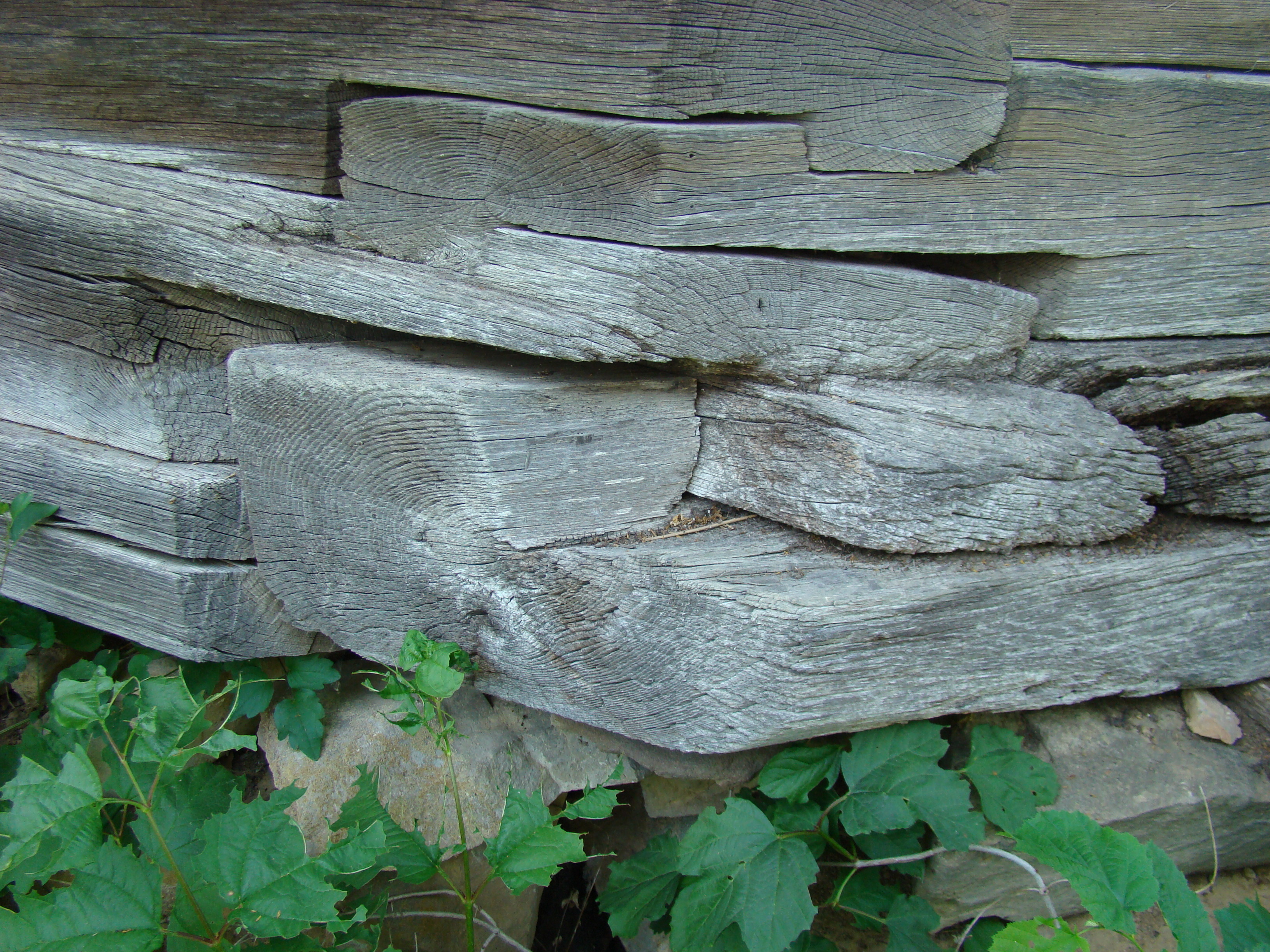
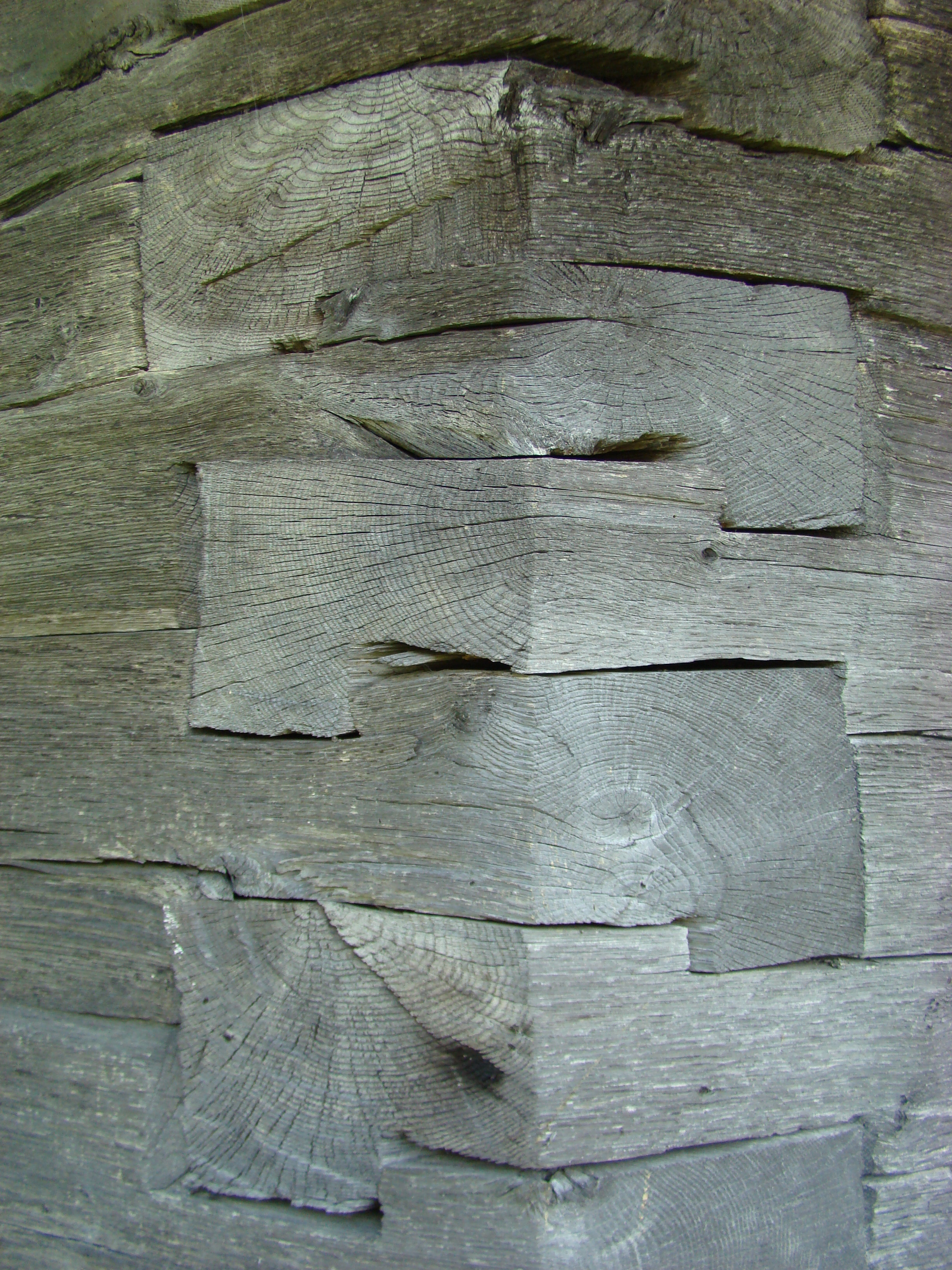
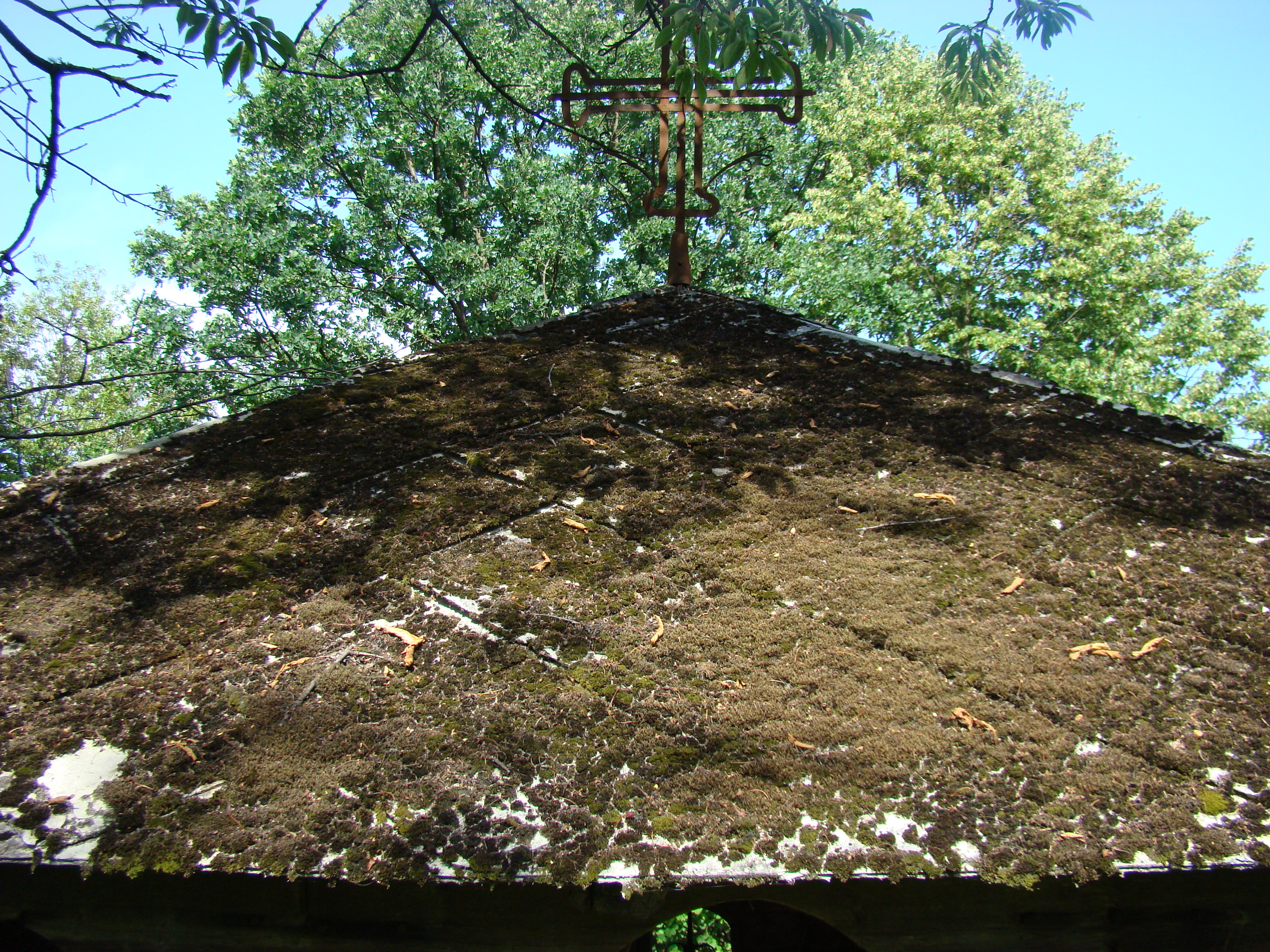
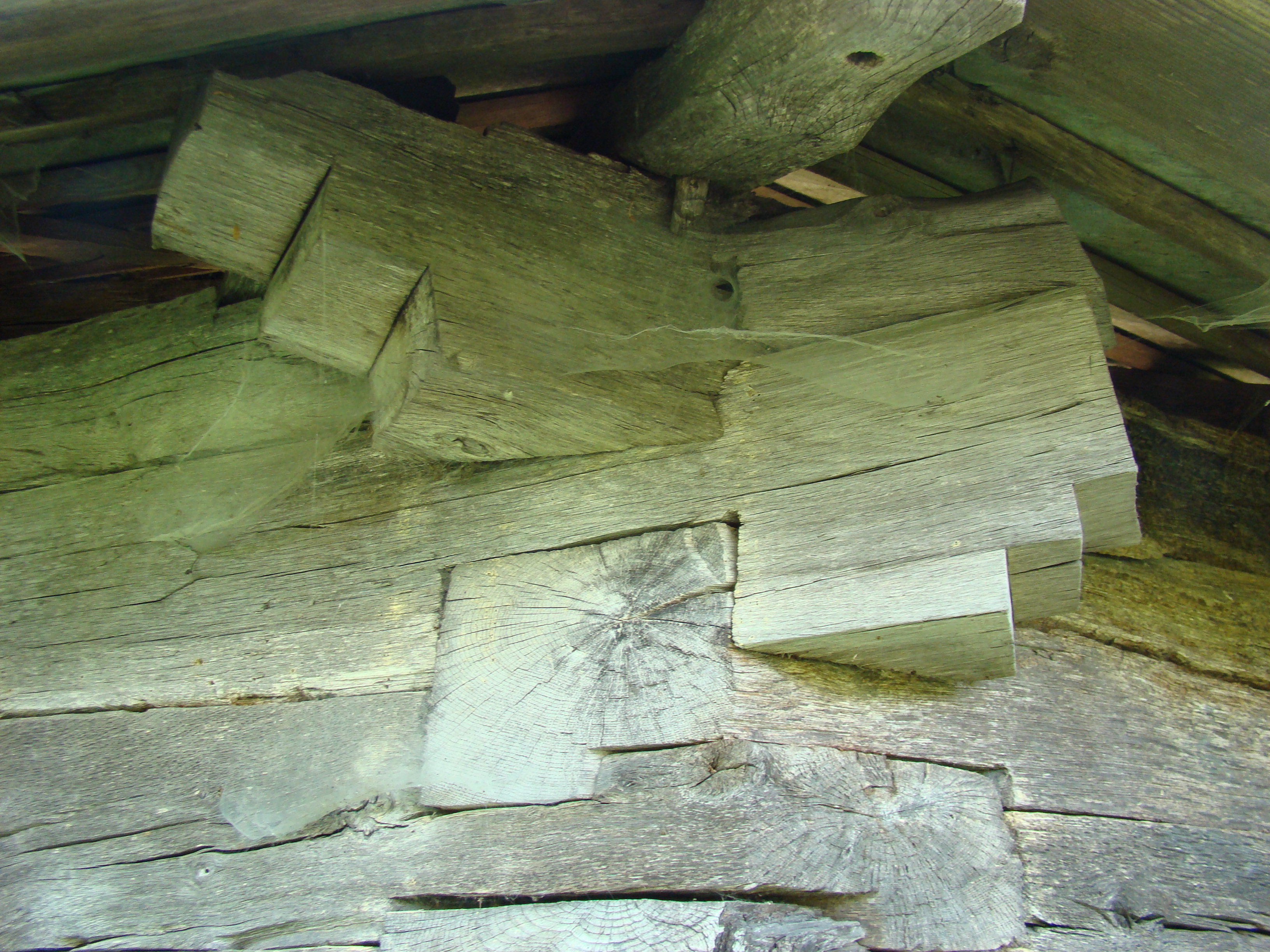
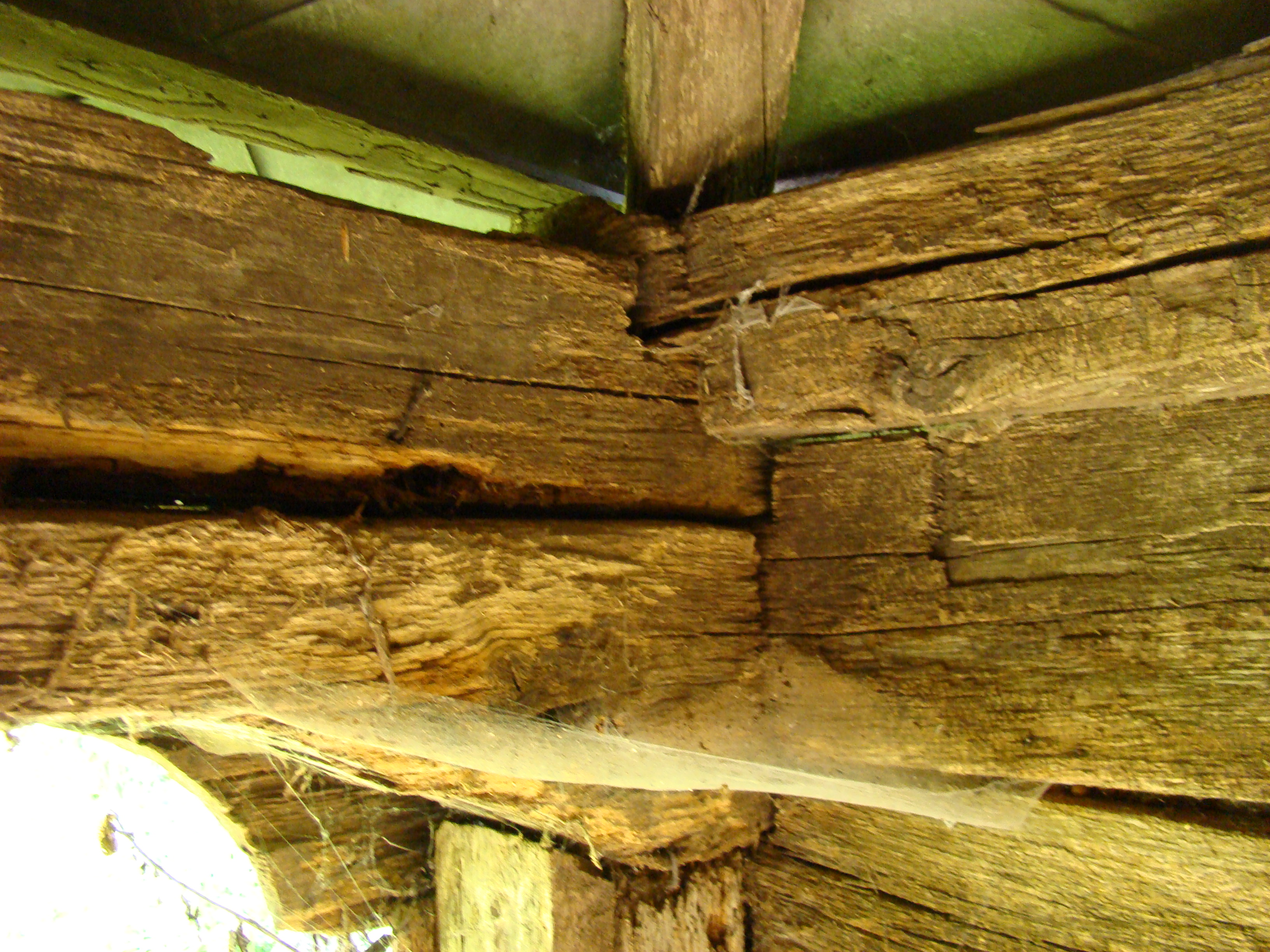
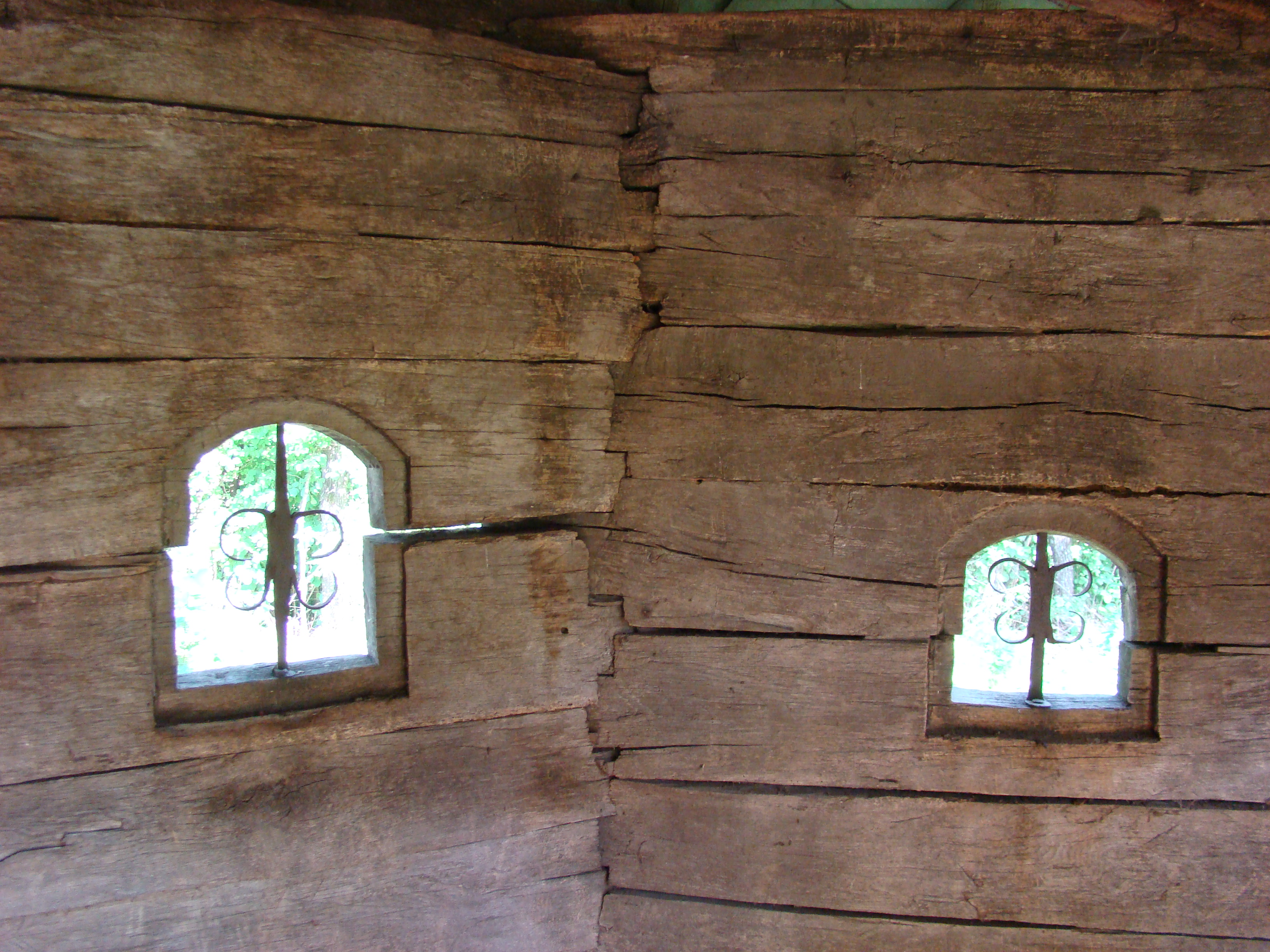
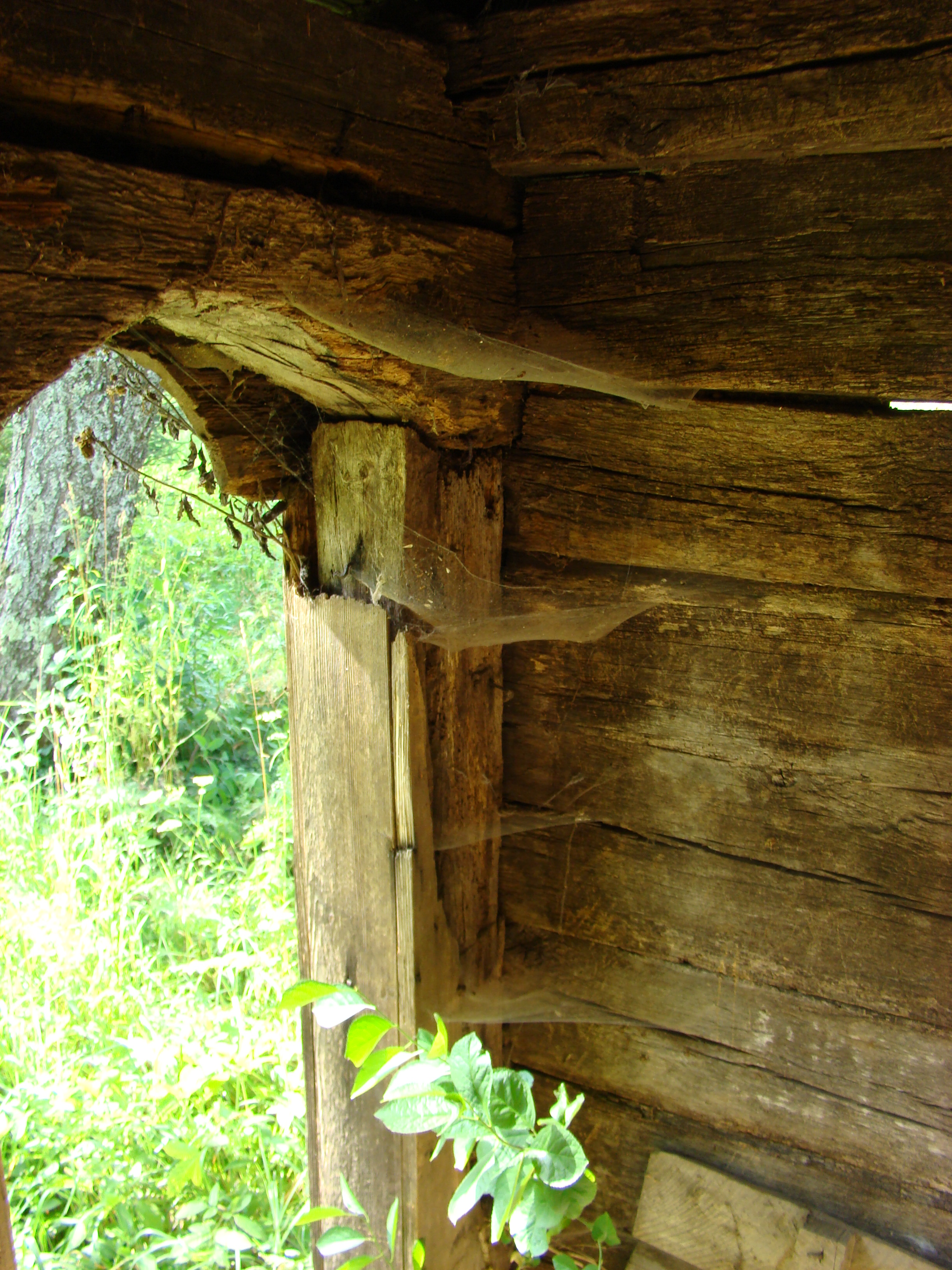
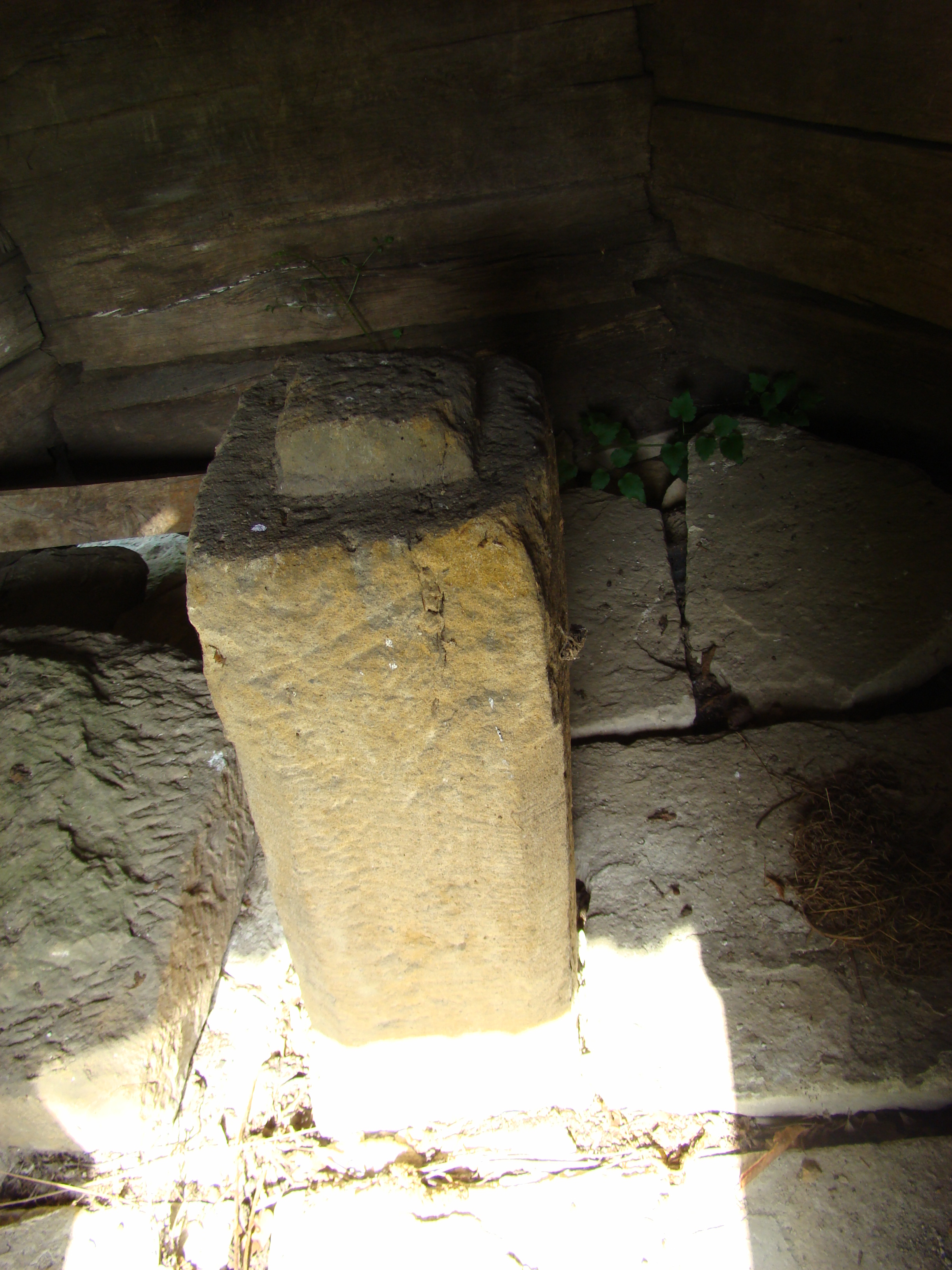
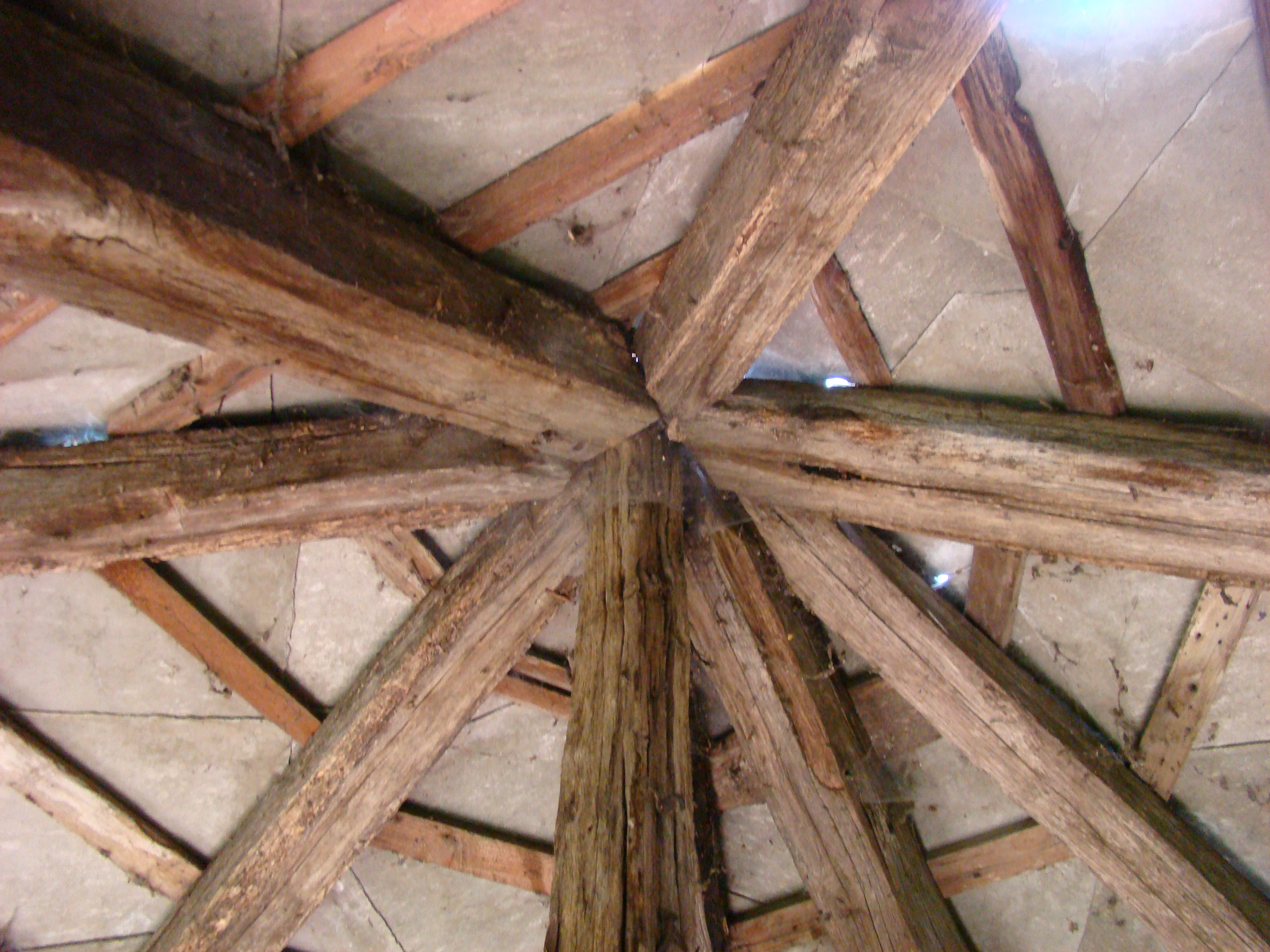
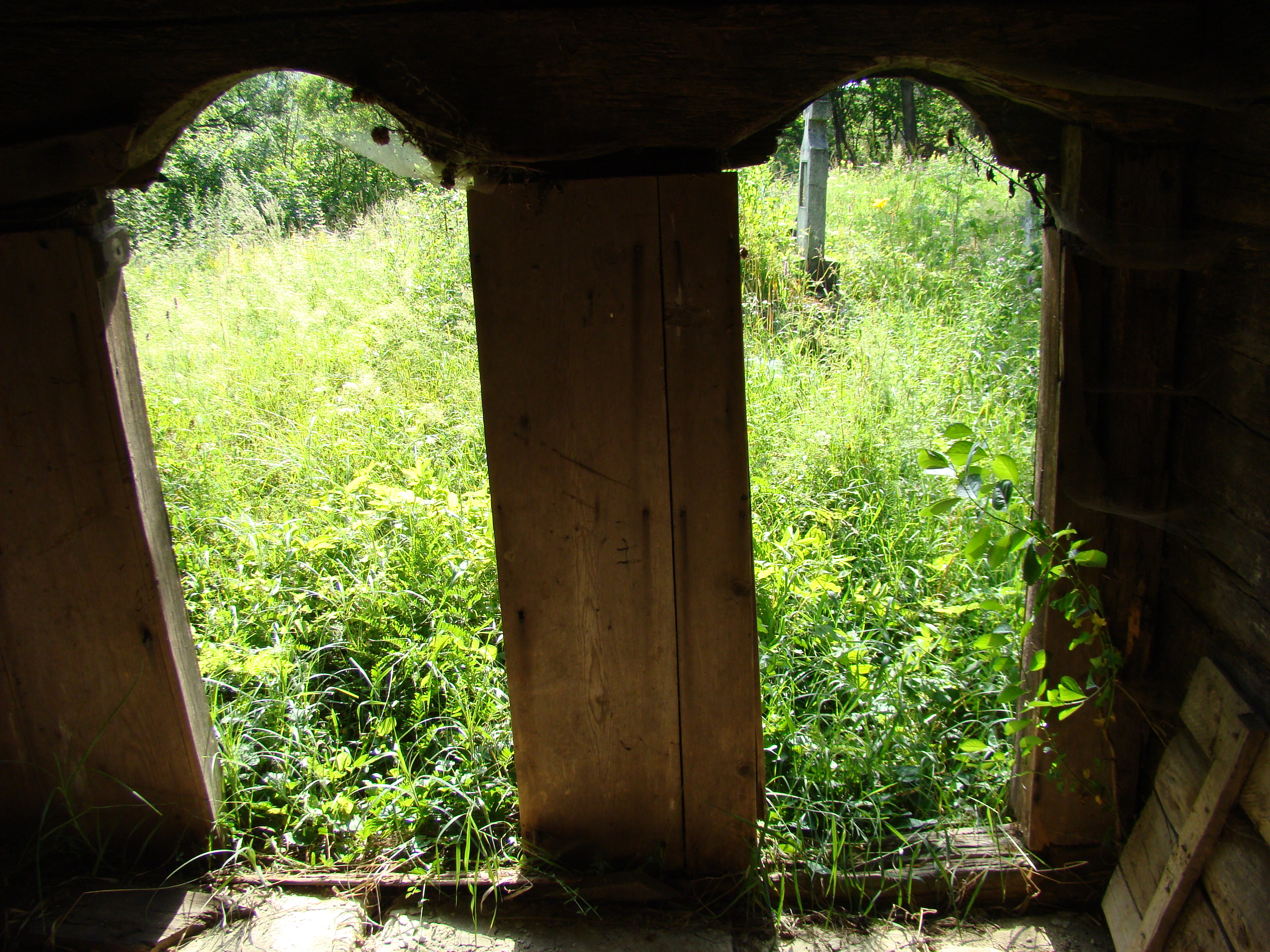
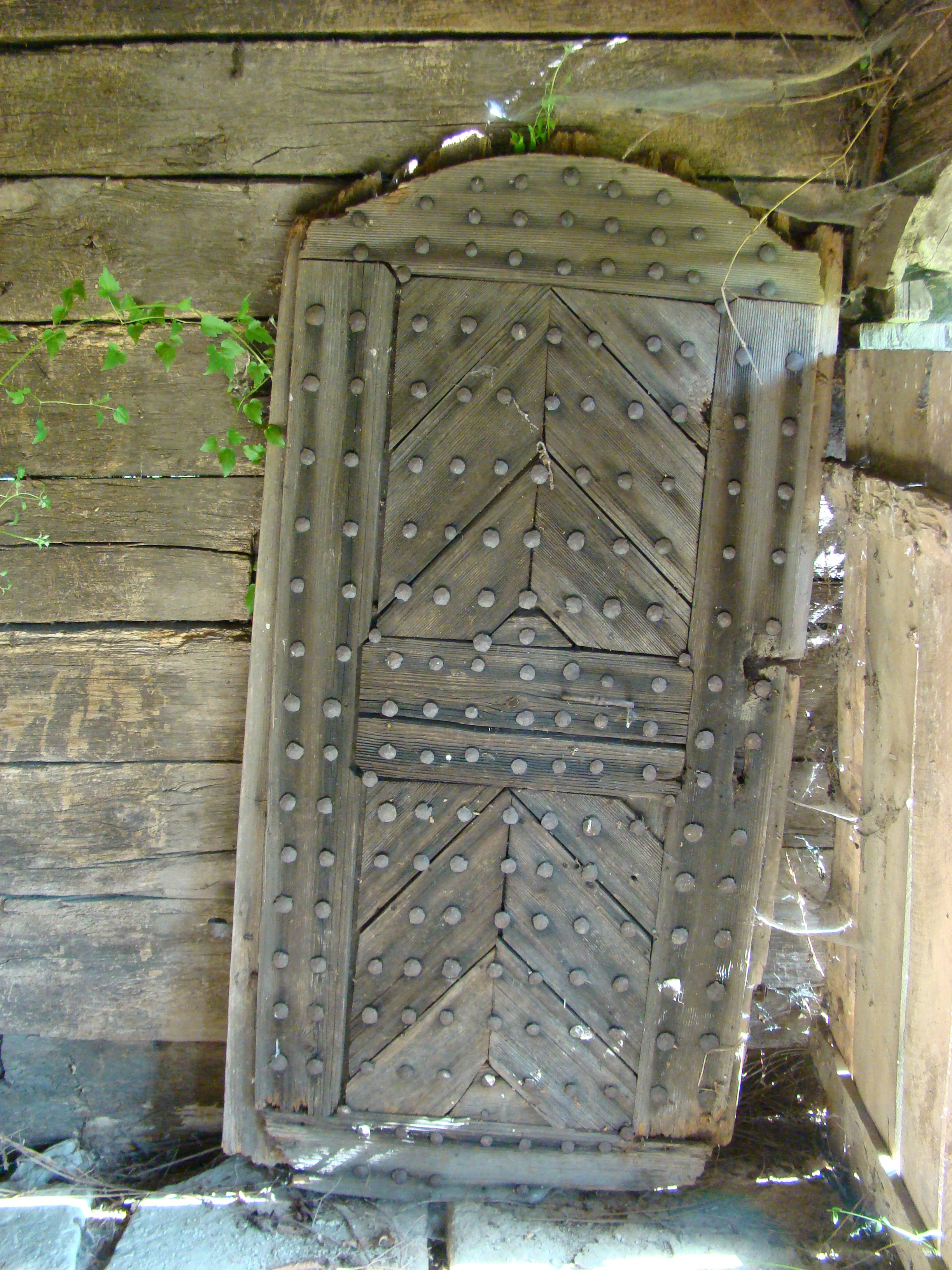
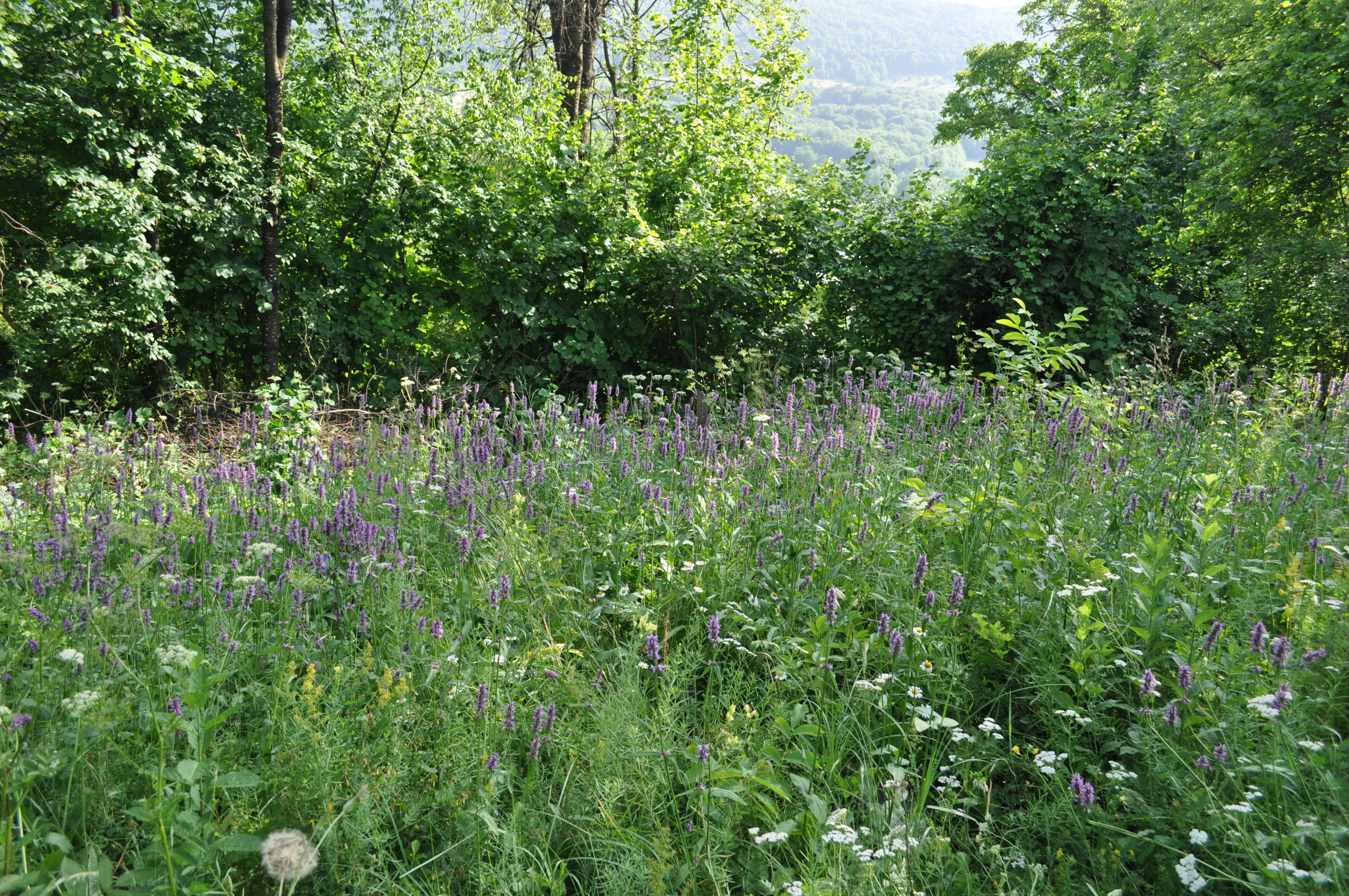
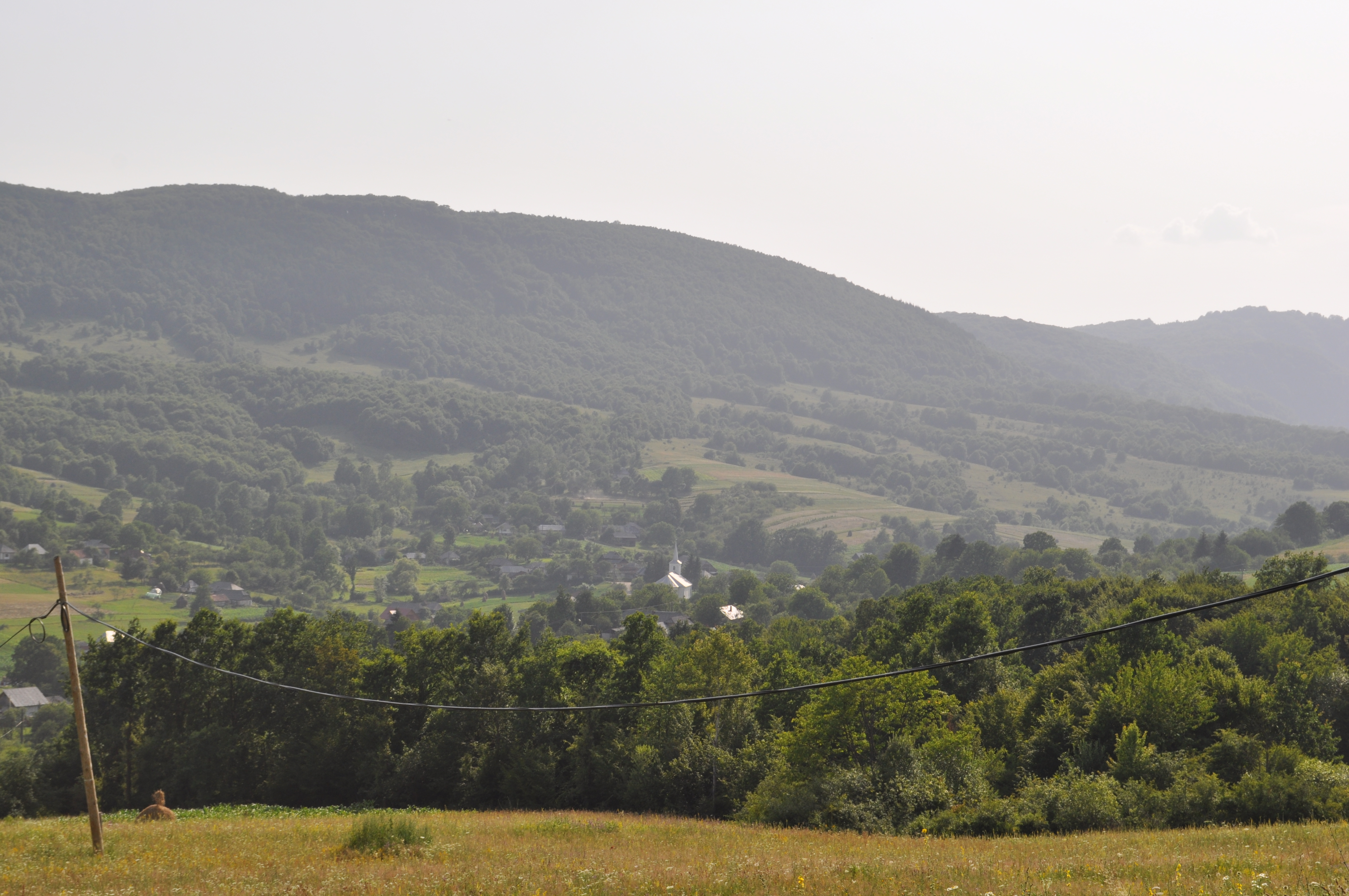